# Рязань
Ряза́нь (до 1778 года — Переясла́вль-Ряза́нский) — один из древнейших городов России, административный центр Рязанской области, расположенный на западе страны, в центре Восточно-Европейской равнины на берегу рек Трубежа, Лыбеди и Оки. Согласно найденным записям, основан в 1095 году.
В городе проживает 519 315 человек, с агломерацией население составляет 700 тыс. человек. Площадь городских территорий — 224 км², средняя плотность населения — 2,5 тыс. чел./км². Вместе с пригородными посёлками образует рязанский муниципалитет, а также является центром для одноимённого района. Город разделён на 4 городских и 1 курортный район, расположенный на левом берегу Оки посреди мещёрских лесов.
Древнейшая часть города, привлекающая туристов, — Рязанский кремль и его музеи — входит в список особо ценных объектов культурного наследия России. Исторический центр представляет собой сохранившийся до наших дней памятник градостроительного искусства XVIII века. На его улицах находятся ансамбли каменной и деревянной застройки XVIII — начала XX веков, городские музеи, усадьбы и памятники архитектуры.
В Рязани расположено множество университетов и высших учебных заведений, которые привлекают студентов со всего мира. В 1915 в городе был открыт первый в России женский учительский институт — современный государственный университет. Рязанское высшее воздушно-десантное училище — главный учебный центр воздушно-десантных войск РФ, из-за чего город часто называют «столицей ВДВ».
Основные экономические отрасли города: медицина, радиоэлектроника, авиационная, космическая и пищевая промышленность, агротехнологии и нефтехимия. Широтный транспортный коридор Европа — Азия, на котором расположена Рязань, обеспечивает экономике доступ ко всем видам транспорта. Железнодорожная линия, соединяющая Рязань с Москвой — одна из старейших в России.
В средние века Рязань — сторожевой форпост, а затем столица Великого Рязанского княжества, земли которого простирались от мещёрских лесов на севере до донских полей на юге. В 50 километрах ниже по течению Оки располагается древнее городище Старая Рязань, ныне археологический памятник. В 1778 году указом Екатерины II Переяславль-Рязанский был переименован в Рязань, получил первый генеральный план и стал центром Рязанской губернии, просуществовавшей до 1929 года. С 1937 года центр Рязанской области.
Городской муниципалитет состоит из совета города, составляющего 40 депутатов и Администрации во главе с мэром. Девиз Рязани, расположенный на гербе: «Славная история — достойное будущее».

## Этимология

### Рязань
«Резанью» (Рѣзань) в летописях первоначально назывался не сам город, а земли на Оке. Точное происхождение названия Рѣзань неизвестно. В древнейших текстах слово используется в мужском роде — Рѣзань (с суффиксом -jь-).
Согласно наиболее распространённой из версий «Резанью» называлась обширная территория на Оке, граничащая с одной стороны с мещёрскими лесами, а с другой — с открытой степью. В начале 2 тысячелетия это была крайняя юго-восточная граница русских земель — дальше славянские поселенцы пройти не смогли. За Рязанью начиналось неизвестное «дикое поле», в европейских источниках упоминаемое как Тартария, откуда на русские земли совершались набеги кочевников. Ежегодно, два раза в год Ока заливает своими водами обширные территории пойменных полей. В это время добраться до Рязани с севера и северо-запада можно было только на кораблях. Таким образом, территория становится «отрезанной» от других русских княжеств.
Рязанский учёный А. Г. Кузьмин пишет по этому поводу: «В какой-то момент, русские колонии в районе Средней Оки оказались как бы „отрезанными“ от остальной земли... И они получили название „отрезанной земли“ то есть „Резани“» С. Герберштейн — немецкий путешественник, дважды посещавший Россию в XVI веке — сообщает: «Резань расположена между Окою и Танаидом (Доном)». Этим термином обозначалась также местность и на средневековых картах. Вплоть до середины XX века сельскими жителями — мещёрой — использовалась выражение «приехать на Рязань», то есть «поехать на правый, лесостепной берег Оки». 
Столица княжества бала названа в честь обширной земли, на которой она была расположена. Под влиянием якания «е» постепенно превратилась в «я», хотя формы с буквой «е» употреблялись вплоть до середины XX века.
Существует множество других версий происхождения названия города. По одной из них, город назван от местного географического термина «ряса», означающего болотистое, топкое место. На Рязанщине есть два топонима с таким именем — город Ряжск (Рясск) и Рясское поле. Другие версии предполагают происхождение от термина древних монет — «резанов», от глагола «резать», от сорта диких яблок и старинного названия сруба «ряж». Русским востоковедом В. Ф. Минорским была выдвинута теория о тождестве топонимов Арсания и Рязань. Исследование происхождения и значения имени Рязань проводил краевед Н. В. Любомудров.

### Переяславль
До переименования города Екатериной II в 1778 году современная Рязань называлась «Переяславлем». Переяславль — древний западнославянский термин, означающий «Перенять славу», то есть одолеть, победить врага. В Следованой псалтыри, рядом с датой основания города в 6603 (1095) году указана приписка «на месте сечи, которой никогда не бывало на земле русской». Точных данных о сторонах этого сражения нет, однако известно, что Переяславль был основан рядом с более древними дославянскими поселениями на Борковском острове и Шумашьской косе. Возможно, именно контроль над этой местностью был целью основания города, а события затем отразились и в названии.

## Физико-географическая характеристика

### Географическое положение
| С-З | Санкт-Петербург ~ 898 км Тверь ~ 362 км Москва ~ 180 км                                  | Архангельск ~ 1410 км Вологда ~ 631 км Ярославль ~ 436 км                     | Пермь ~ 1432 км Киров ~ 983 км Нижний Новгород ~ 425 км                                                        | С-В |
| З   | Калуга ~ 301 км Смоленск ~ 587 км Калининград ~ 1426 км Берлин ~ 1950 км Париж ~ 3010 км | Роза ветров                                                                   | Саранск ~ 460 км Пенза ~ 448 км Самара ~ 870 км Челябинск ~ 1713 км Красноярск ~ 3952 км Владивосток ~ 8845 км | В   |
| Ю-З | Тула ~ 187 км Орёл ~ 344 км Киев ~ 871 км                                                | Тамбов ~ 270 км Воронеж ~ 431 км Ростов-на-Дону ~ 1006 км Краснодар ~ 1278 км | Саратов ~ 645 км Волгоград ~ 783 км Астрахань ~ 1219 км                                                        | Ю-В |

Рязань расположена в центре Восточно-Европейской равнины на берегу реки Оки и её притоков в западной части Рязанской области на 54 градусах северной широты и 39 градусах восточной долготы.. Основная часть города вытянута с северо-запада на юго восток вдоль высокого, правого берега Оки на 130 метрах над уровнем моря. Левый берег Оки затопляемый, поселения здесь находятся на высоких мысах и островах. К северу от них находятся мещёрские леса, в которых расположена Солотча.
Территория города составляет 250 км², в том числе 28 км² занимает курортный Солотчинский район.. Наивысшая точка Рязани — площадь 50-летия Октября, находится в Железнодорожном районе, самая низкая — в пойме старицы Оки в Солотче. Географический центр города, обозначенный памятным знаком, находится на пересечении улиц Гагарина и 4-й Линии. Расстояние от центра Рязани до центра Москвы — 202 км, до Старой Рязани — 50 км.

### Часовой пояс
Рязань находится в часовой зоне МСК (московское время). Смещение применяемого времени относительно UTC составляет +3:00.
В соответствии с применяемым временем и географической долготой средний солнечный полдень в Рязани наступает в 12:21.

### Рельеф
Город расположен в окских извилистых поймах, поэтому его рельеф имеет сложный характер. Основная часть жилых районов находится на высоком правом берегу Оки, испещрённом глубокими оврагами, островами и мысами, находящимися посреди окской поймы. Овраги были проделаны талыми водами за тысячелетия, когда вода спускалась с полей к Оке. Самый известный из оврагов — Кремлёвский ров, углублённый горожанами в средние века для защиты города. Через овраги построены мосты. Вокруг Оки находятся низменная затопляемая пойма, на территории которой расположены множество холмов и мысов, которые во время половодья превращаются в острова. Крупнейшие из них — Кремлёвский, Борковской, Заокский, Шумашский, Полянский и Варской острова. Левый берег Оки низкий и пологий — отсюда начинается обширная Мещёрская низменность, на территории которой расположена Солотча.

### Климат
Метеорологические наблюдения непрерывно ведутся в Рязани с 1830-х годов. Главная городская станция расположена в Железнодорожной районе, неподалёку от Сысоева.
Климат города умеренно-континентальный. Рязань достигает мягкое воздействие Атлантики, характеризующееся зимними оттепелями и прохладными грозами летом. С юго-востока на город действует континентальный евразийский антициклон. Он приносит ясную морозную погоду зимой и солнечную жару летом. Благодаря этому, в Рязани господствует умеренный климат, без воздействия экстремальных температур.
Зима в городе прохладная со средней температурой в — 8 градусов, характеризующаяся частыми оттепелями, сильные морозы бывают редко. Снежный покров средний, выпадает обычно в конце ноября — начале декабря и держится до середины марта. Суровые низкие температуры зимой обусловлены установлением блокирующего антициклона, воздушная масса в котором быстро прогревается или выхолаживается в зависимости от сезона. Такие температуры обычно устанавливаются в середине января — начале февраля. В XXI веке в следствии климатических изменений устанавливается тенденция к более мягким и тёплым зимам в Рязани..
Климатическая весна наступает в середине-конце марта. Весна — самый короткий сезон в Рязани, её продолжительность составляет около 55 дней. Небо освобождается от облаков, солнце быстро растапливает снег — к первой половине апреля он уже почти сходит, пробуждается растительность. Цветение садов начинается в 7-10 числах мая, и длится около 10 дней. Во второй половине мая обычно устанавливается тёплая погода. Лето в Рязани длинное и тёплое, с обилием солнечного света и хорошо выраженным жарким периодом. Средняя температура летом + 17 + 19 градусов. Наиболее жаркие месяцы — июль и август. Летом характерны частые грозы, сопровождающиеся обильными ливнями.
Осень приходит в город в середине сентября с мягким плавным понижением температуры воздуха и продолжительным дождливым сезоном. Листопадный период происходит в октябре, в ноябре начинает выхолаживаться земля. Поздней осенью погода становится пасмурной, а световой день — более коротким. Город обычно нагревается быстрее и медленнее отдаёт тепло — что приводит к такому климатическому явлению как остров тепла. Из-за него температура в Рязани на 2-3 градуса выше, чем на прилегающих территориях.
Солнечная активность изменяется в зависимости от сезона. Осенью и зимой большую часть времени небо покрыто низкими облаками. Самый короткий световой день в Рязани наступает в ноябре и декабре. Наиболее пасмурный месяц в городе обычно февраль. Весной и летом долгота дня вырастает, а небо проясняется. Наиболее солнечные и светлые месяцы — май, июнь и июль. В мае и июне в городе отсутствует астрономическая ночь — вечерняя заря плавно переходи в утреннюю. В августе день начинает постепенно убывать, небо остаётся преимущественно ясным и солнечным, в город возвращаются полноценные ночи. В среднем, на год приходится 1850—1900 часов с солнцем.
Для Рязани не характерны сильные ветра, хотя летом нередки штормовые явления различной силы. В основном превалирует слабый и умеренный ветер западного и юго-западного направлений. Зимой он приносит оттепель, а летом — дожди и прохладу. Северный ветер всегда холодный, а южный и юго-восточный несёт зимой сильные морозы, а летом — жару. Средняя скорость ветра 3,5 метра в секунду.
По данным наблюдений за период с 1980 по 2010 года, среднегодовое количество осадков — около 580 мм, из которых 390 мм выпадает за тёплый пери од, что является умеренным значением. Коэффициент увлажнения равен единице. Из-за присутствия большой реки и болотистой мещёрской местности влажность в городе повышенная.
| Показатель | Янв.  | Фев.  | Март  | Апр.  | Май  | Июнь | Июль | Авг. | Сен. | Окт.  | Нояб. | Дек.  | Год   |
| --- | ----- | ----- | ----- | ----- | ---- | ---- | ---- | ---- | ---- | ----- | ----- | ----- | ----- |
| Абсолютный максимум, °C | 6,3   | 7,8   | 17,8  | 29    | 33,5 | 36,7 | 38,9 | 39,5 | 33   | 24,2  | 15,8  | 8,9   | 39,5  |
| Средний суточный максимум, °C | −6,5  | −5,6  | 0,1   | 10,6  | 19   | 22,9 | 24,8 | 23,2 | 17   | 8,7   | 0,5   | −4,1  | 9,2   |
| Средняя температура, °C | −9,7  | −9,3  | −3,8  | 5,6   | 13,1 | 17,2 | 19,1 | 17,4 | 11,7 | 4,9   | −1,9  | −6,8  | 4,8   |
| Средний суточный минимум, °C | −13,2 | −13,2 | −7,6  | 1     | 7,2  | 11,4 | 13,6 | 12,1 | 7,3  | 1,6   | −4,4  | −9,8  | 0,5   |
| Абсолютный минимум, °C | −40,9 | −34,8 | −28,6 | −18,6 | −5   | −1,8 | 3,5  | 0,4  | −7,3 | −14,7 | −24,5 | −39,7 | −40,9 |
| Норма осадков, мм | 35    | 31    | 26    | 37    | 38   | 62   | 80   | 57   | 48   | 55    | 45    | 41    | 555   |
| Источник: Weatherbase.com (англ.). www.weatherbase.com. Дата обращения: 13 октября 2022., Погода и климат. www.pogodaiklimat.ru. Дата обращения: 13 октября 2022. |       |       |       |       |      |      |      |      |      |       |       |       |       |

| Показатель                                                                        | Янв.  | Фев.  | Март | Апр. | Май  | Июнь | Июль | Авг. | Сен. | Окт. | Нояб. | Дек. | Год |
| --------------------------------------------------------------------------------- | ----- | ----- | ---- | ---- | ---- | ---- | ---- | ---- | ---- | ---- | ----- | ---- | --- |
| Средний суточный максимум, °C                                                     | −4,6  | −4,4  | 1,5  | 11,8 | 19,8 | 23,2 | 25,1 | 23,3 | 16,9 | 9,2  | 0,7   | −3,5 | 9,9 |
| Средняя температура, °C                                                           | −7,5  | −7,9  | −2,3 | 6,6  | 13,6 | 17,2 | 19,2 | 17,3 | 11,6 | 5,4  | −1,8  | −6,2 | 5,4 |
| Средний суточный минимум, °C                                                      | −10,5 | −11,2 | −5,6 | 2,4  | 8,1  | 12   | 14,1 | 12,4 | 7,6  | 2,4  | −4    | −9   | 1,6 |
| Норма осадков, мм                                                                 | 38    | 34    | 26   | 38   | 34   | 64   | 80   | 57   | 51   | 64   | 46    | 43   | 575 |
| Источник: Погода и климат. www.pogodaiklimat.ru. Дата обращения: 13 октября 2022. |       |       |      |      |      |      |      |      |      |      |       |      |     |

### Растительность

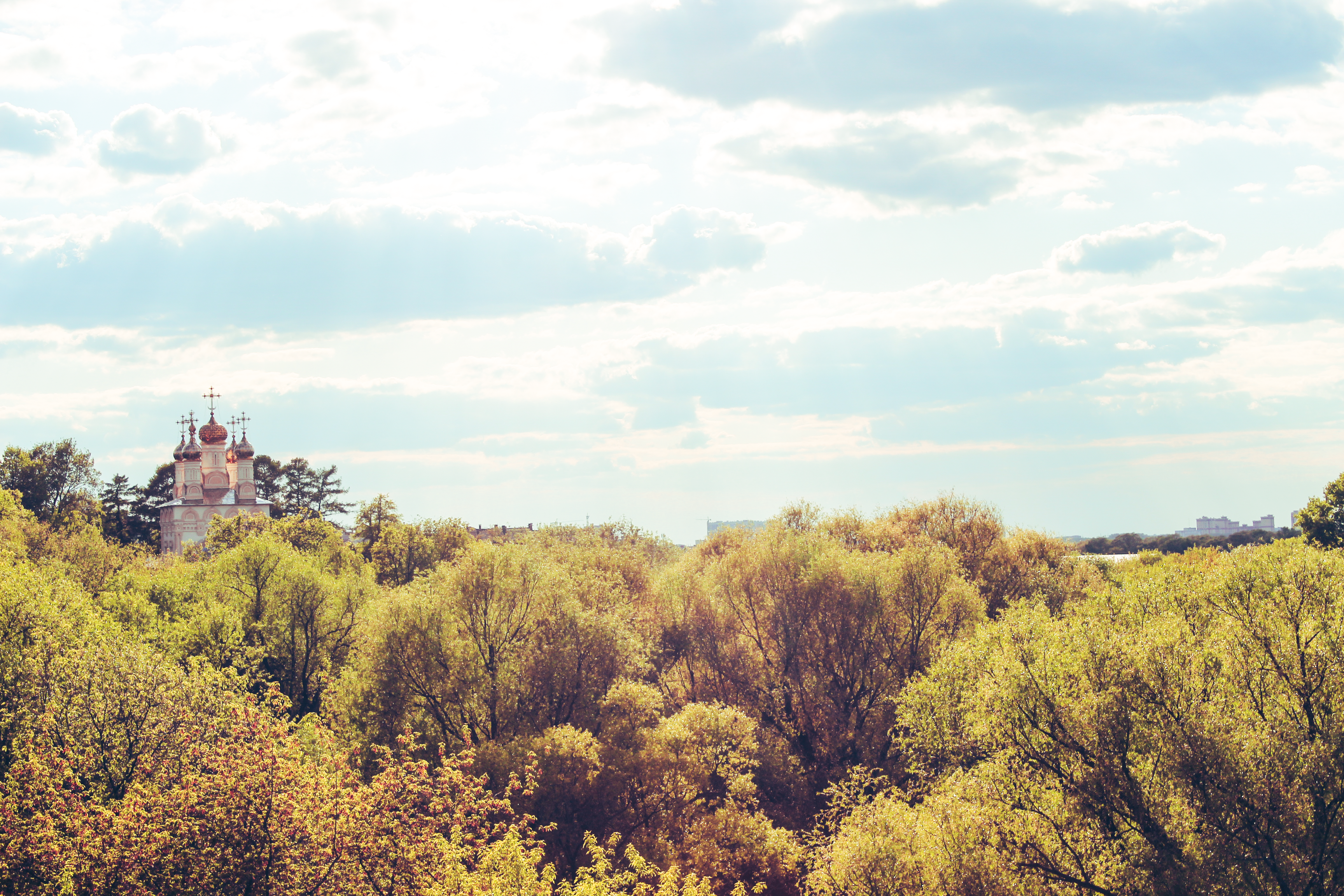
Вид на Спасский Яр c Трубежной набережной

Рязань расположена на границе двух растительных зон, разделяемых Окой. Правый, высокий берег относится к лесостепной зоне, а левый низкий — к лесной. Сама пойма представляет собой отдельную экосистему..
Для лесостепной зоны характерны просторные светлые смешанные леса, чередующиеся с крупными отрезками лугов и полей. Здесь растут берёзы, тополя, ольхи, рябины, по берегам рек и озёр — ивы и осины. Широколиственные виды представлены каштанами, вязами, ясенями, клёнами, дубами и липами. В подлеске расположены лещина, черёмуха, сирень, малина..
Лесная зона представлена смешанным лесом, с преобладанием хвойных пород. Это густые тёмные дремучие леса, с непроходимыми чащобами и обширными торфяными болотами мещёрской низменности. Доминирующая растительность здесь — сосны, ели, пихты, лиственницы, берёзы и осины. В подлеске растут папоротники, черника, земляника, малина. Нередко целые поляны заняты мхами. В лесах можно встретить много разнообразных грибов. Солотчинский район расположен полностью в этой зоне..
Окский растительный эксклав представляет собой пойменную экосистему. Её главная характеристика — ежегодный весенний разлив Оки, затопляющий прилегающие территорий. После того, как вода уходит в поймах начинается бурный рост трав — их размер нередко превышает рост человека.
На улицах Рязани можно встретить культурные растения, в основном высаженные ещё в советское время: яблони, вишни, сливы, барбарис, калина. В зелёном городском хозяйстве также присутствуют и экзотические для умеренной зоны растения: бархат амурский, грабы, магнолии, лох серебристый. Общественные парки, заповедники и защитные лесополосы занимают большую территорию города. Они входят в зелёный Рязани города, сформированный в начале 1960-х годов и подкреплённый соглашениями 2017 года. Крупнейшие рекреационные зоны города: Солотчинский лес, Центральный парк культуры и отдыха, Приокский лесопарк, Павловская пойма, Луковский лес, Хамбушевская роща, Карцевские леса.
На территории Рязанского государственного университета работает городской ботанический сад. В Рязани расположено 19 особо охраняемых природных территории.

### Гидрография

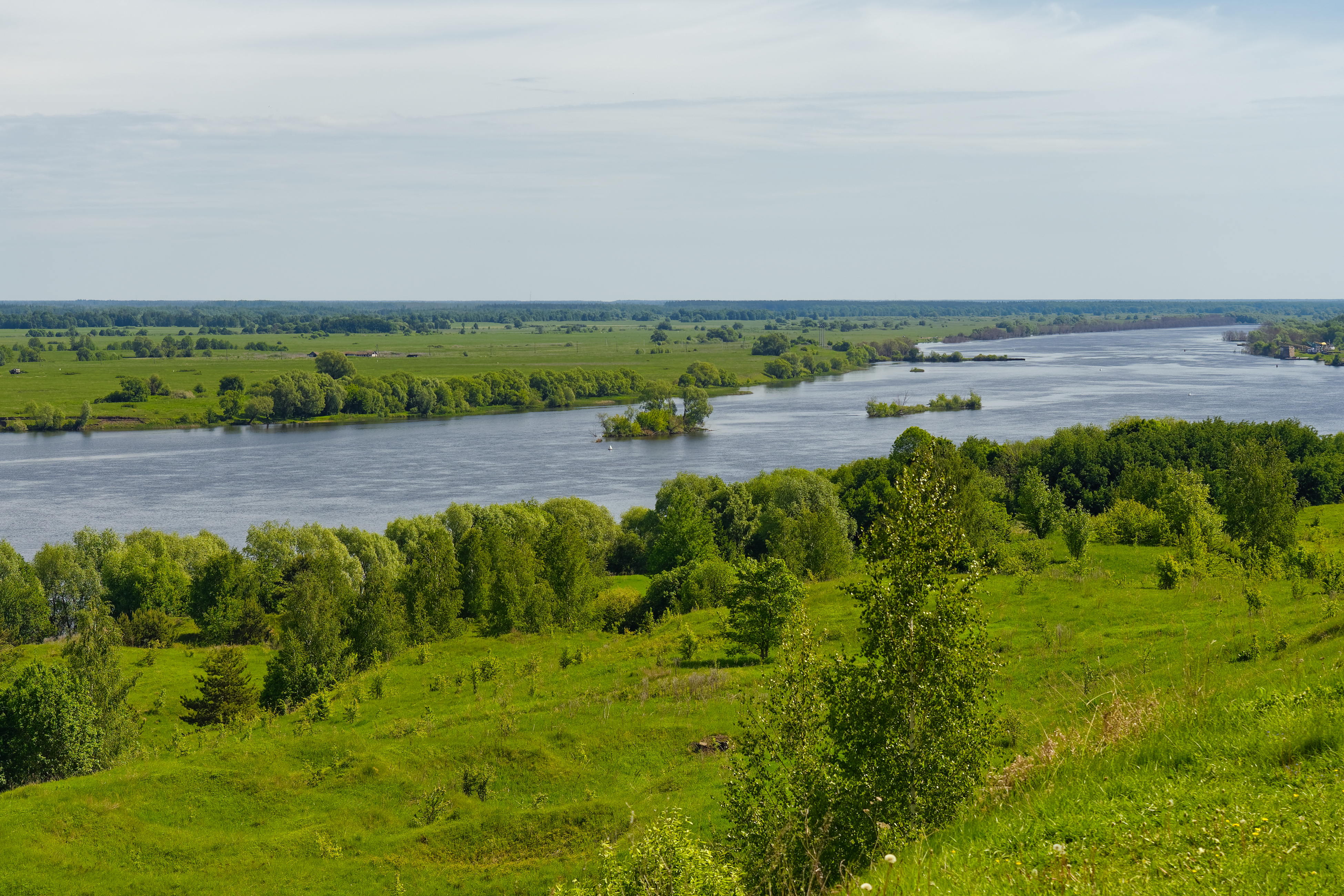
Ока неподалёку от Рязани

Главная водная артерия города — Ока, протекает с северо-запада на юго-восток. На территории города в неё впадает несколько малых рек и большое количество ручейков, бегущих по дну глубоких оврагов. Крупнейшие притоки Оки в Рязани — Трубеж (ранее был Окским рукавом), Лыбедь, Павловка и Плетёнка, Дунайчик, Парфёновка, Листань, Песочная, Черезовка, Вожа, Солотча. Благодаря Оке, Рязань связана водными путями с пятью морями. Ока судоходна, и используется в хозяйственной и туристической деятельности. Суда также ходят по Трубежу до Кремля, и по всей окской пойме во время половодья.
Реки обычно замерзают в декабре, а вскрываются в марте. После чего, в апреле начинается обширное половодье — в это время происходит существенный подъём воды. Во время весеннего паводка Ока разливается по близлежащим поймам и лугам на территорию свыше 10 км, при этом уровень воды в ней поднимается в среднем на 8—9 метров и поля таким образом, становятся судоходными. Нередко поселения, располагающиеся на высоких островах оказываются полностью отрезаны от города — добраться до них в это время можно только по воде. Часть городских улиц в это время также подвержены наводнениям. Так например, полностью затопленной оказывается территория Приокского лесопарка, Рязанской ВДНХ, Окского проезда, Борковских и Быстрецких улиц. Вода в Приокских поймах стоит до 4-5 недель, в лугах — 3-4 недели. В это время здесь откладывается небольшой слой наилка — питательного вещества, способствующего благоприятному росту кормовых и злаковых культур, возделывающихся на территории города и района.
В Окской пойме расположены множество озёр, стариц и проток. Их количество постоянно изменяется — старые протоки зарастают и заболачиваются, а вода прорывает себе новые русла. Большинство из водоёмов Рязани — пойменные озёра и озёра-старицы, являющиеся остатками старых русел Оки, менявшей своё течение на протяжении тысячелетий. Крупнейшие городские озёра — Борковские карьеры созданы человеком — здесь располагается сеть городских пляжей.. Неподалёку от Солотчи находятся экзогенные моренные озёра: Ласковское, Чёрненькое, Сегдено, Чёрное, Уржинское, прославленные в многочисленных рассказах К. Г. Паустовского. Между Ласковским и Чёрным озёрами проходит тропа писателя. Неподалёку от озёр располагаются обширные торфяные болота.
Для питьевого водоснабжения города используются водозаборные станции на Оке и Павловке, а также скважины, забирающие воду из подземных источников.

### Почвы
Почвы Рязани, как и всей области, формировались в основном на четвертичных наносах. Болотистые почвы преобладают неподалёку от Солотчи, их образованию способствовало избыточное увлажнение и слабый уклон рельефа. Здесь накапливаются органические вещества в виде торфа. Одна из крупнейших торфоразработок области — Солотчинское торфодобывающее предприятие с собственной узкоколейной железной дорогой — располагается именно там.
На побережье Оки находится узкая полоса подзолистых и дерново-подзолистых почв, они обладают высокой водопроницаемостью, благодаря чему растительность на них не страдает от избытка влаги. Под приокскими поймами располагаются пойменные почвы, которые являются основой фонда естественных кормовых угодий. Эти почвы богаты наилком, благодаря чему поймы являются идеальным местом для кормовых пастбищ и угодий.
Чернозём для Рязани не характерен.

### Животный мир
Ещё в XV—XVII веках в лесах, окружавших Рязань, водились крупные животные: волки, кабаны, лоси, медведи, косули. Сегодня среда их обитания — дремучие чащи, территории заповедников и заказников Рязанской области.
В парках и скверах города можно встретить ежей и кротов. В реках и озёрах Рязани водятся водоплавающие птицы, Ока и мелкие реки богаты рыбой.

## Население
| 1811     | 1825     | 1833     | 1840     | 1847     | 1856     | 1863     | 1867     | 1870     | 1885     | 1897     |
| -------- | -------- | -------- | -------- | -------- | -------- | -------- | -------- | -------- | -------- | -------- |
| 7800     | ↗18 326  | ↘17 635  | ↗18 951  | ↘18 641  | ↗21 449  | ↗22 279  | ↘17 950  | ↗19 990  | ↗30 327  | ↗46 122  |
| 1913     | 1914     | 1917     | 1920     | 1923     | 1926     | 1931     | 1933     | 1937     | 1939     | 1956     |
| ↗49 100  | ↗49 400  | ↘47 829  | ↘41 276  | ↗44 902  | ↗48 989  | ↗57 186  | ↗62 700  | ↗71 865  | ↗95 357  | ↗136 000 |
| 1959     | 1962     | 1964     | 1967     | 1970     | 1973     | 1975     | 1979     | 1982     | 1985     | 1986     |
| ↗214 130 | ↗252 000 | ↗274 700 | ↗311 000 | ↗350 151 | ↗392 000 | ↗426 000 | ↗453 267 | ↗477 000 | ↗491 000 | ↗494 000 |
| 1987     | 1989     | 1990     | 1991     | 1992     | 1993     | 1994     | 1995     | 1996     | 1997     | 1998     |
| ↗508 000 | ↗514 638 | ↗520 000 | ↗527 000 | ↗529 000 | ↘528 000 | ↘526 000 | ↗533 000 | →533 000 | ↗535 000 | ↘531 000 |
| 1999     | 2000     | 2001     | 2002     | 2003     | 2004     | 2005     | 2006     | 2007     | 2008     | 2009     |
| ↗531 300 | ↘529 900 | ↘523 400 | ↘521 560 | ↗521 600 | ↘516 600 | ↘515 900 | ↘513 300 | ↘512 200 | ↘510 800 | ↘510 006 |
| 2010     | 2011     | 2012     | 2013     | 2014     | 2015     | 2016     | 2017     | 2018     | 2019     | 2020     |
| ↗524 927 | ↗525 100 | ↗525 929 | ↗527 905 | ↗530 341 | ↗532 772 | ↗534 762 | ↗537 622 | ↗538 962 | ↗539 789 | ↘539 290 |
| 2021     | 2023     | 2024     | 2025     |          |          |          |          |          |          |          |
| ↘528 599 | ↘523 203 | ↘520 509 | ↘519 315 |          |          |          |          |          |          |          |

На 1 января 2025 года по численности населения город находился на 36-м месте из 1124 городов Российской Федерации.
За годы советской власти население Рязани выросло более чем в 5 раз, при этом с 1939 года каждое десятилетие оно увеличивалось на 100 тысяч человек. В середине XX века Рязань участвовала в государственной программе предоставления жилья строителям Севера — многие рабочие предприятий, находящихся за Полярным кругом, впоследствии получили квартиры и регистрацию в городе. Некоторый спад активности роста прослеживался в 1990-е годы, совпавшие с общим демографическим спадом в стране.
Согласно данным 2013 года, в городе постоянно проживает 528 900 человек при стабильном росте населения. Ежедневные маятниковые миграции Рязанской агломерации и Московско-Рязанского транспортного узла обеспечивают город постоянным притоком жителей и квалифицированной рабочей силы. Многие горожане живут в загородных домах Рязанской и Московской областей, при этом работая и получая услуги в Рязани. Развитая транспортная и дорожная сеть способствует подобной миграции.
Национальный состав
Согласно данным Всероссийской переписи 2010 года в Рязани проживают представители следующих народов:
- Русские: 95,8 %;
- Украинцы: 0,8 %;
- Белорусы: 0,3 %;
- Армяне: 0,5 %;
- Азербайджанцы: 0,3 %;
- Мордва: 0,2 %;
- Татары: 0,2 %;
- Остальные: 1,9 %[84].

Национальный состав
По итогам переписи населения 2020 года проживали следующие национальности (национальности менее 0,1 % и другое, см. в сноске к строке «Другие»):
| Национальность | Численность, чел. | Доля     |
| -------------- | ----------------- | -------- |
| Русские        | 320 339           | 60,60 %  |
| Украинцы       | 1544              | 0,29 %   |
| Армяне         | 1489              | 0,28 %   |
| Узбеки         | 1162              | 0,22 %   |
| Татары         | 791               | 0,15 %   |
| Азербайджанцы  | 736               | 0,14 %   |
| Таджики        | 634               | 0,12 %   |
| Цыгане         | 536               | 0,10 %   |
| Другие         | 201 368           | 38,10 %  |
| Итого          | 528 599           | 100,00 % |

## Символика
Древнейший из дошедших до нас символов Рязани — тамга, использовавшаяся в качестве фамильного знака рязанскими князями. Тамгу помещали на предметы и документы, принадлежащие правителю. Рязанская тамга напоминала мордочку куницы или голову барана с круглыми рогами, нередко внутрь символа наносились изображения князей их титулы. Первым правителем, использовавшим тамгу стал Олег Рязанский — он поместил символ на свою чеканную монету в начале 1390-х годов. Другая средневековая эмблема города появилась несколько позже. Она представляла собой изображение дикой лошади, идущей вправо — именно эта эмблема впоследствии была помещена в печать Ивана Грозного. В Рязанском кремле хранится государственная печать, на которой располагаются оба символа — лошадь и тамга над ней.
С XVII века, во время царствования Михаила Фёдоровича в качестве символа Рязани впервые появляется фигура воина. Происхождение этого символа достоверно неизвестно, однако его появлению предшествовали события Смутного времени и формирование в Рязани первого народного ополчения под предводительством Прокопия Ляпунова. Возможно именно эти события, а также приграничное положение города повлияли на создание нового символа. В большой государевой книге Алексея Михайловича указан уже герб Рязани — «человек, а у него в правой руке меч, а под ним земля». Этот же символ в 1712 году был перенесён Петром I на знамёна рязанских полков. В Знаменном гербовнике 1729 года человек с мечом был впервые назван князем. В 1779 году при учреждении Екатериной II Рязанской губернии, Переяславль-Рязанский получает новое имя, статус и регулярный план. Вместе с этим, городу был высочайше передан и новый герб, имеющий современные черты — «В золотом поле стоящий князь». В отличие от более ранней версии, в новом гербе князь уже не замахивался мечом, а держал его в обороне. На основе герба города позднее были учреждены гербы Рязанской губернии и Рязанского наместничества.

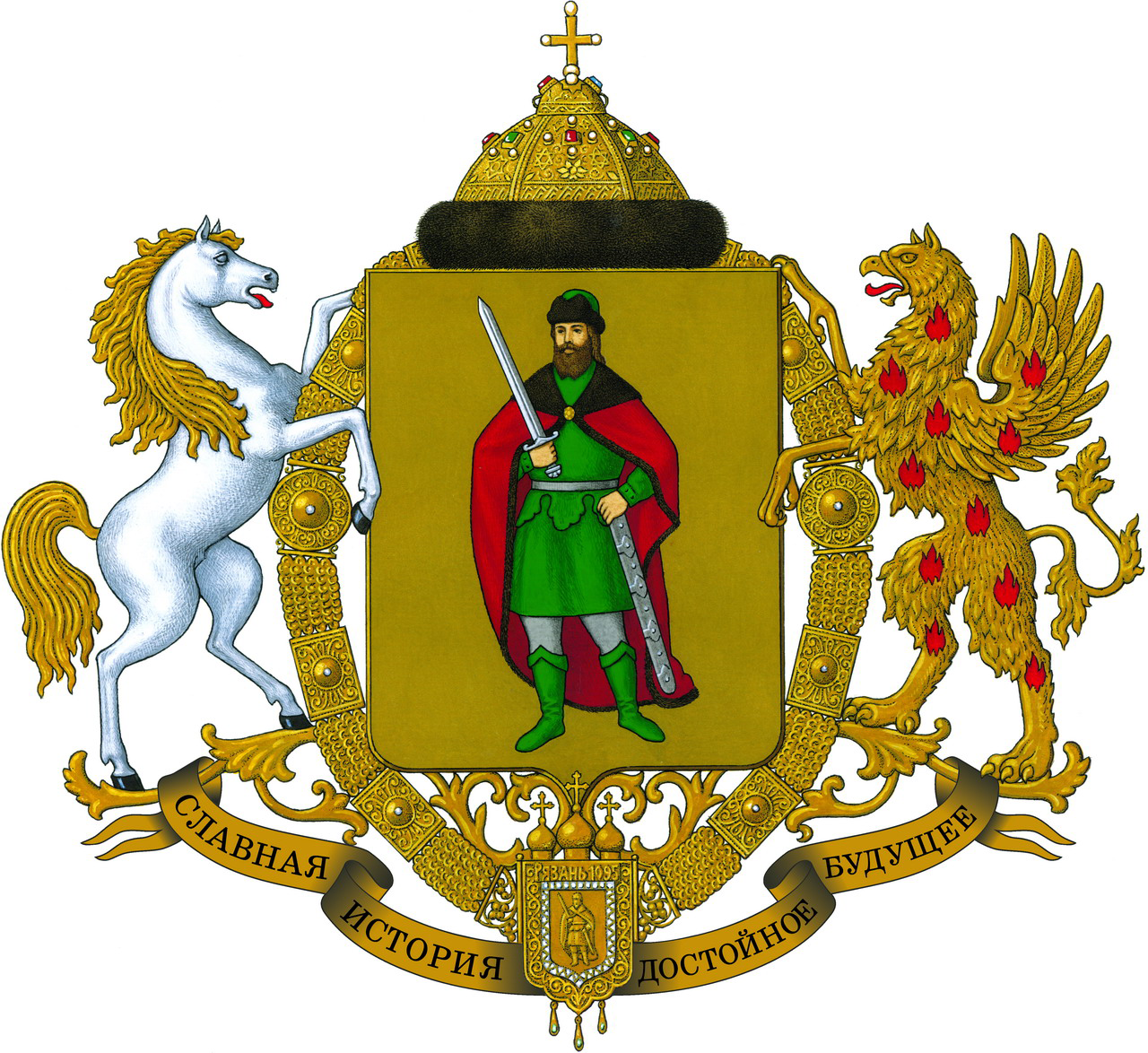
Парадный герб Рязани.

В советское время герб официально не использовался, хотя юридически его никто не отменял. Изображение гербовых регалий часто печаталось в сувенирной символике позднего советского периода. В 1970—1980-е годы на значках горисполкома изображалась панорама памятника Владимиру Ленину на фоне одноимённой площади. На рубеже 1990-х годов город стал использовать флаг с изображением герба 1779 года, помещённый в красное полотнище.
Герб
Современный герб Рязани был разработан и принят в 1993 году в рамках подготовки к 900-летнему юбилею города. Автор проекта — член геральдической комиссии России, почётный гражданин города, художник Михаил Шелковенко. Герб имеет парадную и малую версии. Малая версия представляет собой гербовый щит с изображением князя с мечом в руках, стоящего в золотом поле. Щит увенчан шапкой Мономаха, символизирующий статус княжеской столицы. Парадная версия герба дополнена двумя щитодержателями. Слева располагается серебряная дикая лощадь с золотой гривой и хвостом — дань древнему символу. Справа щит держит золотой грифонофеникс — покровитель и страж города, символ вечной жизни и возрождения Рязани на новом месте. Щитодержатели опираются на золотой орнаментальный постамент. Щит обрамлён церемониальной цепью Рязани — должностным знаком мэра города. Под щитом находится медальон знака с куполами Успенского собора, подвеской и малым щитом с датой основания города — 1095. Постамент и должностной знак оплетает лента с девизом Рязани.
Флаг
Флаг города представляет собой золотое полотнище, символизирующее благородство и счастье. Посреди поля изображён князь с мечом в руке. В левой части полотно дополняет столичная шапка Мономаха. Геральдические цвета города: золотой (жёлтый), червлёный (бордовый) и серебряный (белый).
Девиз
Девиз Рязани указан на золотой ленте, вплетённой с основание щитодержаталей парадного герба:
Славная история — достойной будущее
Гимн

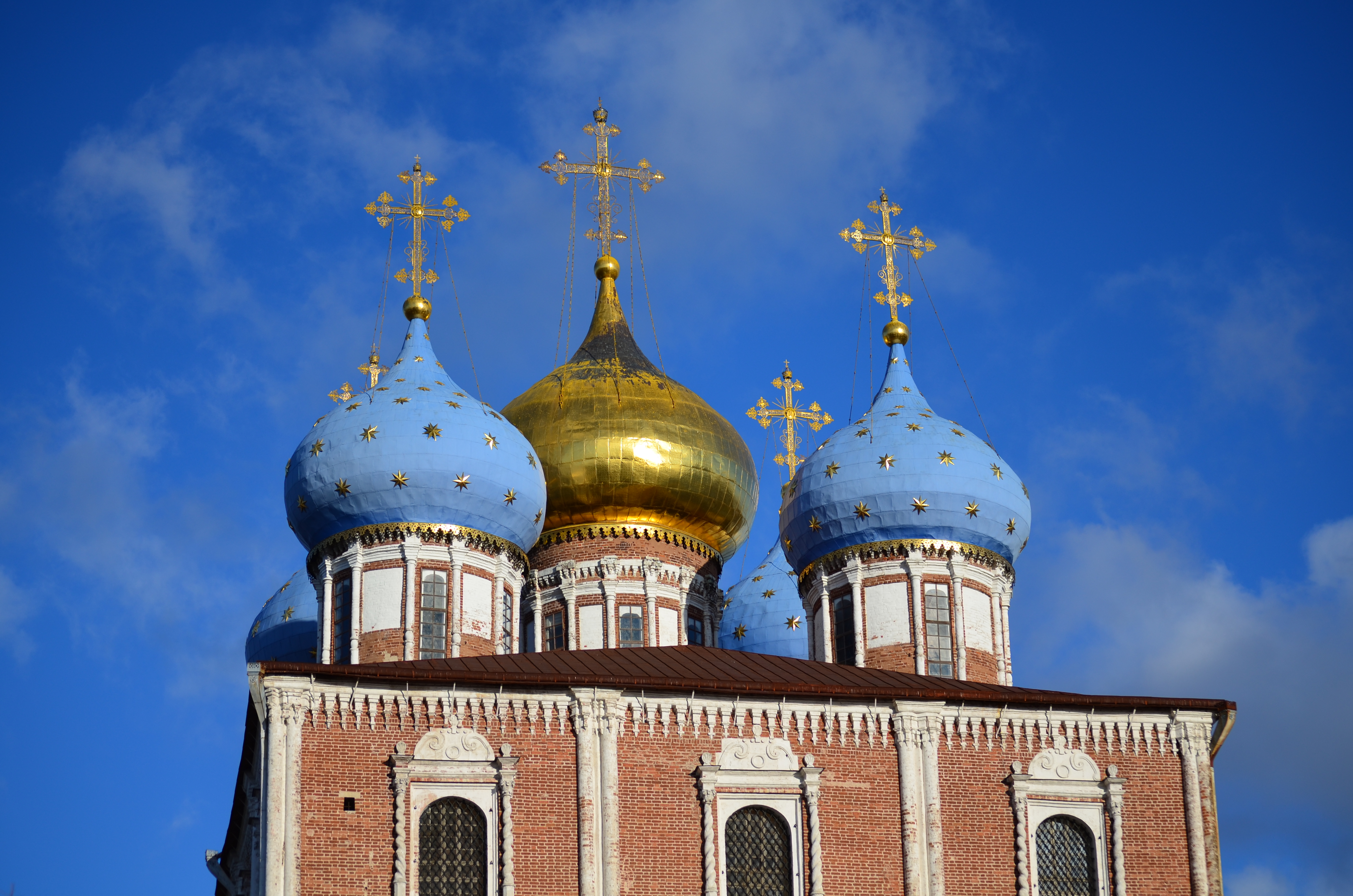
Купола Успенского собора.

Гимн города — композиция «О, Кремли!» был написан к 900-летнему юбилею Рязани. Автор текста — Нурислам Ибрагимов, музыка Андрея Ильина, официальное исполнение Валентины Толкуновой.
Кроме геральдических, в городе используется и другие узнаваемые символы. Самый известный из них — панорама Колокольни и Успенского собора. На их основе в 1995 году Вадим Конопкин создал логотип Рязани — стилизованное изображение трёх куполов собора. В 2023 году этот символ был дополнен туристическим логотипом, разработанным студией Артемия Лебедева и графическим паттерном, созданным на основе узоров традиционного рязанского костюма. В качестве маскотов в сувенирной продукции используются антропоморфные фигурки рязанских грибов. Растительный символ города — берёза повислая, воспетая в своих стихах Сергеем Есениным. Животное Рязани — серебряная лошадь с древней эмблемы. День города отмечается в августе.

## Административное деление

Территориальное устройство Рязани.

Рязань — центр Рязанской области, город областного значения, образующий вместе с прилегающими территориями муниципалитет в статусе городского округа. Город окружён территорией Рязанского района, с запада проходит граница с городом Рыбное.
Исторически, Рязань разделялась на 4 крупные территории — кремлёвскую крепость, городской Острог, а также Верхний и Нижний посады, располагавшиеся по обеим берегам реки Лыбеди. Посады в свою очередь делились на слободы, в которых проживали общины, объединённые по ремесленному или социальному статусу. После реконструкции первого генерального плана от 1780 года, на месте посадов были созданы два района — Московская и Астраханская части. По мере роста населения, вокруг них также образовывались слободы и посёлки, которые затем вошли в состав города. Память об этих поселениях сохраняется в топонимике городских территорий.
Сегодня город разделён на 5 районов, управляемых префектурами во главе с префектами, которых назначает мэр. Районы в свою очередь делятся на территории, в которых работает 51 Территориальный общественный Совет. В границах районов расположено 20 избирательных округов, интересы которых представляют депутаты в Городской думе.
Старейший из районов — Советский, включает историческое ядро города и старый центр, образованный в результате регулярной застройки XVIII — начала XX веков. Также в его состав входят природные территории Приокского лесопарка, Луковского леса и Заповедного луга. Площадь района составляет 35,9 км², а население — около 80 тысяч человек. Здесь расположены большинство исторических архитектурных ансамблей города и заповедная зона Рязанского Кремля.
Октябрьский район был образован в 1946 году. В состав района были определены территории на юго-востоке города, общей площадью в 54,6 км². Население на сегодняшний день составляет 142 тысячи человек. Здесь построен крупнейший многоэтажный район города — Дашкова-Песочня, улицы которой выходят на обширные окские поймы.
В 1951 году появился Железнодорожный район. Он включил в себя территории бывшей Железнодорожной (Троицкой) слободы, которые заселяли в основном станционные рабочие. Общая площадь района составляет 53,2 км², население — 120 тысяч человек. В районе расположен Центральный городской парк, кампусы медицинского и радиотехнического университетов, обширный Южный промышленный узел и несколько пригородных посёлков.
Московский район образован в 1972 году при очередном расширении города. В состав района вошли расположенные к западу от города древние пригородные сёла известные ещё со средних веков, а также дягилевская авиабаза и Северо-западный промышленный узел. Площадь района составляет 52,4 км², на его территории проживает 177 тысяч человек, это самый крупный по населению район города.
Самый молодой Солотчинский район появился в 2025 году. Он включил в себя курортную территорию Солотчи, ранее входившую в состав Советского района. Район расположен на левом берегу Оки. Здесь, посреди мещёрских лесов находятся множество детских лагерей, санаториев, домов отдыха и туристических баз. Площадь Солотчи составляет 27,9 км².

## Органы управления
Управление городом и населёнными пунктами, входящими в него осуществляет рязанский муниципалитет, состоящий из законодательного органа — Городской думы и исполнительного — Администрации Рязани, действующих на основе городского Устава.
Рязанская городская дума
Рязанская городская дума состоит из 40 депутатов, полномочия которых длятся 5 лет. Половина из них избираются горожанами прямым голосованием по 20 одномандатным округам, вторая половина — по партийным спискам. Выборы проводит избирательная комиссия города. В рязанском парламенте представлены 5 партий: Единая Россия, КПРФ, ЛДПР, Справедливая Россия, Партия пенсионеров. Депутаты распоряжаются городским бюджетом и имуществом, определяют налоговую политику, организуют публичные слушания и референдумы, назначают мэра города и выпускают муниципальные законы. Председатель городской думы избирается из числа депутатов прямым тайным голосованием. Он организует деятельность парламента, ведёт его заседания и подписывает городские законы для их вступления в силу. С 2022 года городом управляет Рязанская городская дума III (VII) созыва, председателем которой является Татьяна Панфилова.
Администрация Рязани
Администрация Рязани является постоянно действующим исполнительным органом управления. Она осуществляет непрерывное управление всеми сферами городского хозяйства, в рамках решений, выработанных городской думой. Администрацию возглавляет мэр Рязани, который выбирается городским парламентом на конкурсной основе. Для подачи заявки на замещение должности заявитель должен предоставить депутатам стратегию своей работы на следующие 5 лет. С победителем конкурса заключается контракт, срок его полномочий равен сроку работы городской думы текущего созыва. С 2023 года должность мэра Рязани занимает Виталий Артёмов, уже работавший в городе в 2010—2014 годах..
Штаб-квартира городского муниципалитета — Дворец Мальшина. Он расположен на углу улиц Радищева и Свободы. Здесь находится парламентский зал заседаний, кабинеты председателя городской думы и мэра города, музей муниципалитета, а также некоторые городские управления.
Префектуры
В состав Рязани входят 5 городских районов, управление которыми осуществляется районными префектурами во главе с префектами. Они отвечают за благоустройство и городское хозяйство на подконтрольных территориях. Префектуры подчиняются непосредственно мэру Рязани, который также назначает и префектов. На территории префектур работают общественные Советы, состоящие из жителей территорий, входящих в префектуры. С 2010-х годов в городе работает около пяти десятков территориальных общественных советов и главный общественный совет города, имеющий право созыва публичных слушаний и референдумов.
Будучи центром Рязанской области, в Рязани также располагаются областные законодательные, исполнительные и судебные органы управления — Рязанская областная дума, Правительство и суд. Также в городе расположены органы управления Рязанского муниципального района. Рязанский Кремль является историко-культурным музеем-заповедником, его территория подчиняется федерации напрямую.

## Награды
С середины XX века Рязань неоднократно принимала переходящее Красное знамя и государственную премию Совета Министров СССР, РСФСР и ВЦСПС за лучшие результаты по благоустройству и озеленению среди городов Советского Союза и Российской Федерации.
24 ноября 2015 года распоряжением губернатора Олега Ковалёва за мужество, стойкость и массовый героизм, проявленные защитниками Отечества, Рязань получила почётное звание «Города воинской доблести».
11 сентября 2023 года за самоотверженность и трудовой героизм жителей города в достижение Победы в Великой Отечественной войне 1941—1945 годов, городу присвоено почетное звание Российской Федерации «Город трудовой доблести».

## Общество

### Гражданское общество
В Рязани постоянно работают несколько общественных надзорных организаций. Одна из них, Комитет в защиту Рязанского кремля, созданная в 2006 году в противодействие передачи федерального заповедника в собственность митрополии, сегодня, фактически, осуществляет деятельность всего архитектурного и культурного надзора в городе. Благодаря работе экологических организаций в Рязани принята программа по очистке несанкционированных свалок, наличие которых указывается самими гражданами, создаётся дендропарк, очищаются водные акватории, работают зелёные патрули.
Общественный комитет Рязанского велодвижения самостоятельно ведёт строительство веломагистралей в центральной части города. Эта деятельность привлекла внимание властей, которые обещают построить несколько подобных магистралей, проходящих через всю территорию Рязани.
Общественные слушания, проведение которых при строительстве объектов в городе требует закон, почти всегда собирают полные залы. Нередко при этом строительство многих объектов в ущерб городу удаётся отменить.

### Политика
Политическая активность в городе меняется с течением времени. В начале 1990-х годов политические изменения в стране имели самую активную поддержку в городе, вплоть до беспорядков, двоевластия, сноса и защиты памятников Ленину, вооружённого баррикадирования в здании городского совета.
В 1996—2004 годах политический курс резко меняется в пользу коммунистов и монополии КПРФ в управлении городом и областью. Эти годы ознаменовались временем стабильности. Последующая смена вектора власти, выборы в губернаторы Георгия Шпака в 2004 году привели к оживлению экономической, политической и гражданской жизни. Выборы глав субъектов Российской Федерации в 2012 году показали, насколько повысилась общественно-политическая жизнь в Рязани по сравнению с предыдущим десятилетием, Рязанская область получила наибольшее в России количество кандидатов в губернаторы — 10 человек, при активной работе оппозиционных партий. Однако при этом Рязань на протяжении последних 20 лет остаётся одним из «красных» регионов страны.

### Религия

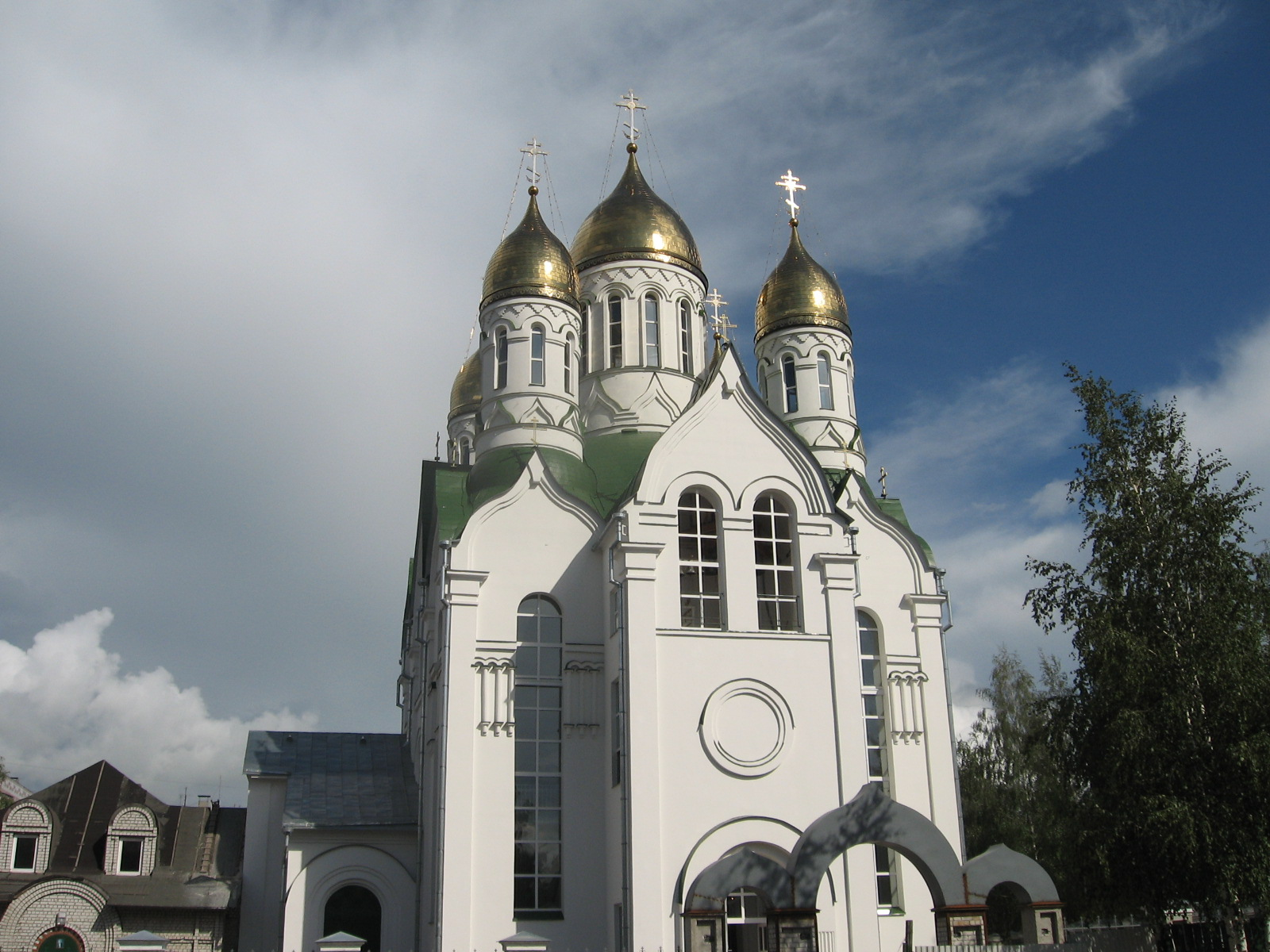
Собор Александра Невского

Рязань является центром Рязанской митрополии РПЦ, в которую входят 3 епархии. Успенский собор Рязанского кремля является кафедральным. Митрополия является держателем большинства конфессиональных храмов в городе и единственным держателем монастырей.
Кафедральным храмом старообрядцев является храм Успения Пресвятой Богородицы на Скорбященском кладбище Рязани. Помимо них, в городе также располагаются религиозные общины католиков, лютеран, баптистов, автономной церкви, пятидесятников, харизматов, адвентистов седьмого дня, а также зал царства свидетелей Иеговы и мухтасибат мусульман, для которых строится исламский культурный центр.

### Преступность
В 1990-х годах в Рязани действовала одна из крупнейших преступных группировок страны Слоновская ОПГ. «Слонам» удалось монополизировать преступный рынок города и области. Начав в 1991 году с мелкого рэкета и игры в напёрстки, члены ОПГ дошли до рейдерства промышленных предприятий, торговли автомобилями, недвижимостью, заказных убийств, вооружённых нападений. К 1995 году им удалось на короткое время завладеть всем предпринимательским рынком города, однако уже в 1996 году Рязанский УБОП начал работу по задержанию бандитов, полностью ликвидировать которых удалось только к 2000 году. При этом для судебного заседания пришлось выстроить самую большую в России судебную камеру. Бывшего мэра Рязани и председателя городской думы Фёдора Провоторова, управлявшего городом на протяжении 8 лет, связывают с деятельностью в этой организации.
Сегодня, по данным управления МВД, уровень преступности в Рязани является одним из самых низких среди городов Центрального федерального округа. Так, например, за первые шесть месяцев 2012 года уровень преступности составил 579,6 преступления на сто тысяч населения. Это немного больше, чем в целом по области, но почти в два раза меньше, чем в ЦФО, где этот показатель равен 839. Город, помимо полицейских расчётов, патрулируют учащиеся военных вузов и добровольные народные дружины, штабы которых располагаются во всех городских округах.
В настоящий момент Рязань практически полностью покрыта сетью видеонаблюдения. На центральных улицах и площадях города, а также на вокзалах и рядом с крупными торговыми центрами оборудованы тревожные кнопки полиции.
Терроризм
Одним из первых террористических актов в новой истории России стал взрыв 3 апреля 1994 года на Вознесенской улице в Рязани. Связан он был с борьбой Слоновской ОПГ с другими криминальными группировками города. Благодаря технической неисправности взрывом был уничтожен только сам террорист, один из членов Айрапетовской ОПГ Сергей Маникин, однако им планировалось уничтожение Вознесенской церкви вместе со всеми находившимися там во время службы людьми.
22 сентября 1999 года в Рязани произошёл инцидент в связи с обнаружением трёх мешков с веществом, похожим на сахар, в подвале одного из жилых домов по улице Новосёлов, впоследствии получившим название «рязанского сахара». Оперативная группа, прибывшая на место, установила наличие в этих мешках гексогена (позже анализ был признан ошибочным). В одном из мешков также были обнаружены электронные часы, изготовленные в виде пейджера, и три батарейки, соединённые проводами. Время срабатывания устройства было установлено на 5:30 утра. 23 сентября на полигоне рядом с Рязанью был произведён пробный подрыв одного килограмма обнаруженного вещества, но взрыва не произошло, так как, по предположениям специалистов, террористы ошибочно рассчитали пропорции компонентов.

## Экономика

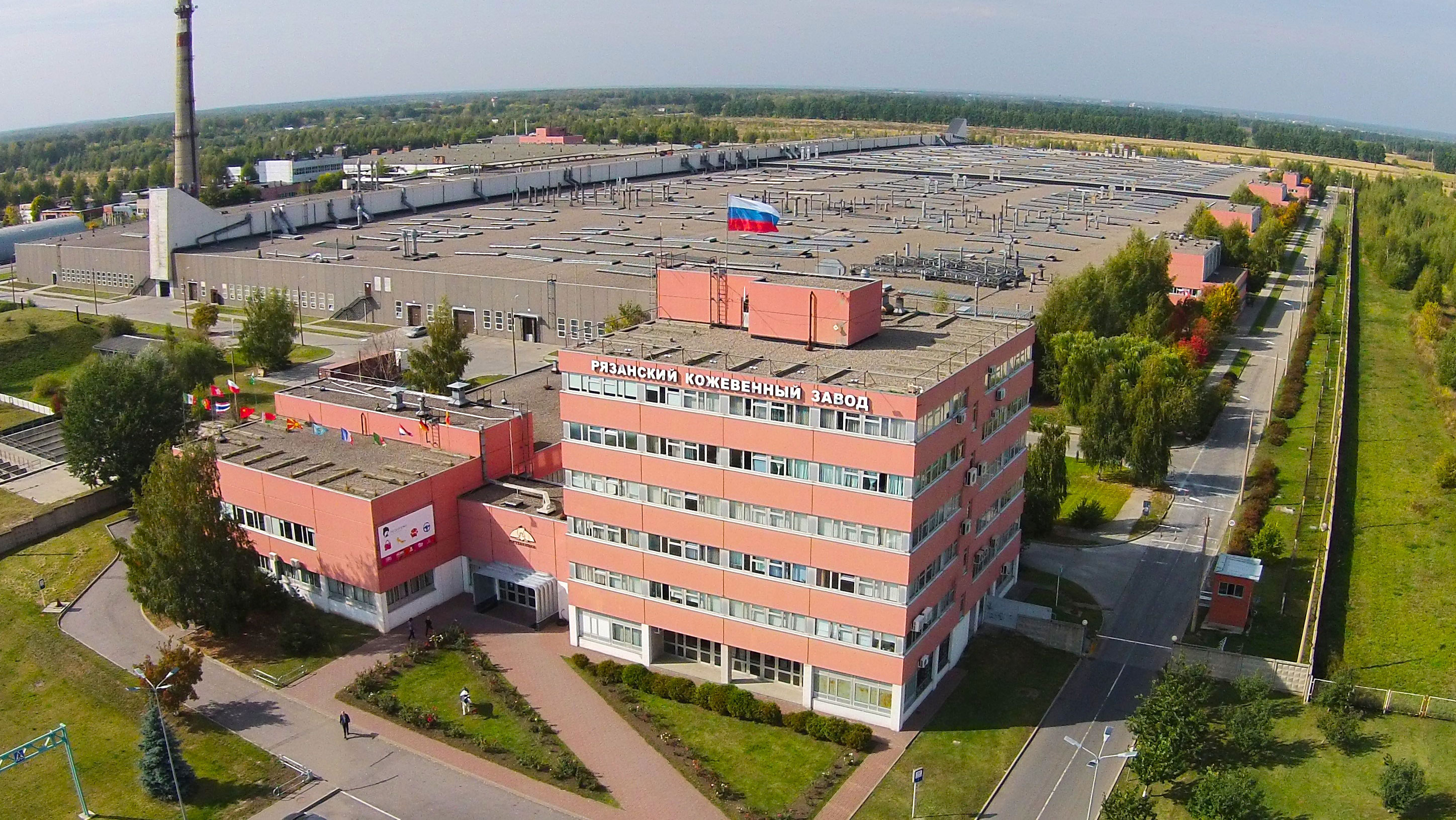
Рязанский кожевенный завод

### Промышленность
В городе располагается Рязанский нефтеперерабатывающий завод, который занимается выработкой бензина, дизельного топлива, керосина, мазута, битума и др. нефтепродуктов. До Великой Отечественной войны 2/3 валовой промышленной продукции города давали пищевая, лёгкая и деревообрабатывающая отрасли. После войны Рязань превратилась в важный индустриальный центр с преобладанием машиностроения, нефтехимической и пищевой промышленности, а также производством радиоэлектронных приборов, главным образом военных.
В настоящее время город даёт 60 % валовой продукции промышленности области. Наличие в городе крупных университетов и конструкторских бюро даёт возможность обеспечивать промышленные кадры квалифицированной рабочей силой. В 2010 году в Пронском районе Рязанской области, рядом с Новомичуринском началось строительство Рязанской особой экономической зоны. Неподалёку от Солотчи строится комплекс аэрокосмической долины.

### Сельское хозяйство
Рязань — один из немногих городов России, осуществляющих сельскохозяйственную деятельность в черте города и ближайшей пригородной зоне. Обширный разлив Оки и малых рек создают богатую почву для последующего роста кормовых трав и злаковых культур. К. Г. Паустовский во время отдыха и работы под Рязанью подмечал:
В лугах тянется на много километров старое русло Оки. Его зовут Прорвой… Густота трав в иных местах на Прорве такая, что с лодки нельзя высадиться на берег, — травы стоят непроходимой упругой стеной. Они отталкивают человека. Травы перевиты предательскими петлями ежевики, сотнями опасных и колких силков.
Сегодня на заливных лугах Рязани располагаются пастбища крупного рогатого скота, возделываются различные культуры. Особо большое количество пахотных земель расположено в левобережье Оки. Правительство Рязанской области в рамках работы над созданием туристического кластера «Рязанский» планирует принять особую программу, развивающую экологическое хозяйство и сельский туризм. Одним из её направлений станет строительство на границе Рязани вблизи Полян сельскохозяйственного центра, призванного показать потенциал России, области и города в этом секторе экономики. Планируется, что в созданном центре будут демонстрироваться достижения народного хозяйства, проходить сельскохозяйственные семинары и выставки как для специалистов, так и для рядовых граждан.

## Транспорт
Рязанский транспортный узел включает в себя разветвлённую сеть городского общественного транспорта, пригородную сеть автобусных и железнодорожных маршрутов. Через город проходят федеральная автодорога М-5 «Урал», железнодорожные линии на юг и в центр страны, обеспечивающие пассажирский и грузовой транзит. Город обслуживают 2 аэродрома, 2 железнодорожных и 2 автобусных вокзала, 2 речных порта, множество мелких железнодорожных станций.

### Городской транспорт

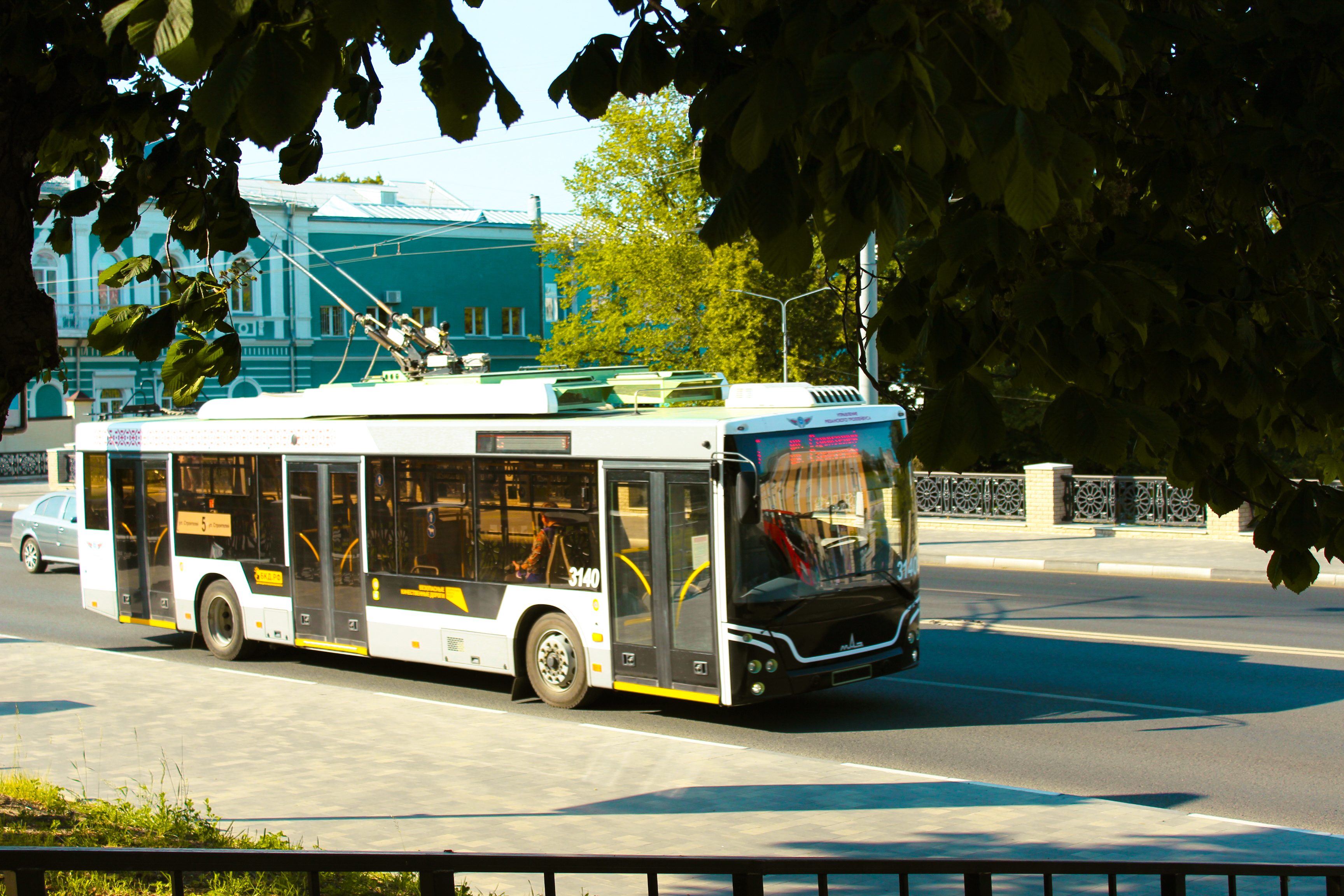
Троллейбус МАЗ 5-го кольцевого маршрута выезжает с Астраханского моста.

Трамвайное сообщение планировалось в городе ещё с начала XX века, однако Первая мировая война и Революция 1917 года помешали осуществить эти проекты. Первый автомобиль привёз в Рязань в 1908 году купец Фёдоров. А регулярные транспортные перевозки были открыты в 1925 году — именно тогда состоялся первый рейс автобусного маршрута № 1, связавшего железнодорожный вокзал Рязань-1 со станцией узкоколейной железной дороги Рязань-Пристань, находившейся в районе современного речного вокзала, на левом берегу Оки. Проезд в городском транспорте в то время был бесплатным. В 1937 году в городе работало 4 автобусных маршрута. После окончания Великой Отечественной войны вопрос с пассажирскими перевозками стал одним из основных в городе. Для решения этой проблемы, в мае 1949 году начинается строительство троллейбусной системы. Первые троллейбусы МТБ-82Д прошли по улицам города в ноябре того же года. Через 14 лет, в 1963 году открылась линия обособленного трамвая, подвозящего рабочих к предприятиям Южного промышленного узла. В 2010 году в связи с переходом предприятий на собственный автопарк эта линия была закрыта и разобрана. В 1992 году город купил 117 новых машин ЗИУ-9, которые стали основой для бесперебойной работы городского транспорта в 1990-е — 2000-е годы.
Сегодня транспортная система города состоит из 71 городских и 48 пригородных троллейбусных и автобусных маршрутов общественного транспорта, а также речных трамваев, перевозящие пассажиров в пригородные посёлки во время весеннего разлива Оки. Главное муниципальное транспортное предприятие: «Управление рязанского троллейбуса» с 2019 года управляет и автобусными перевозками. Коммерческие компании работают на автобусных маршрутах. В Рязани эксплуатируются троллейбусы ЗиУ-682Г, ВЗТМ-5284, ВМЗ-5298.01 «Авангард», МАЗ-203Т70, ПКТС-6281.00 «Адмирал» и других. Автобусный транспорт на бензиновом и газомоторном топливе моделей ЛиАЗ-5292, ЛиАЗ-6213.21, НефАЗ-5299 и других. Новый подвижной состав оборудован автономным ходом, позволяющим объезжать препятствия, а также низким полом для облегчения посадки пассажиров. Городской транспорт работает ежедневно с 5 утра до полуночи.
Общая протяжённость городских маршрутов 500 км. Ежегодно, город перевозит более 150 млн человек. Техника обслуживается в 3 муниципальных транспортных парках. Управление системой осуществляется управлением транспорта напрямую, через собственный диспетчерский центр.
Стоимость проезда в муниципальных городских маршрутах составляет 31 рубль при безналичной оплате и 33 рубля при оплате наличными, на коммерческих маршрутах 40 рублей при любом виде оплаты независимо от дальности поездки. На пригородных маршрутах с трёхзначными номерами стоимость зависит от расстояния. Билет приобретается при входе у кондуктора или водителя. Городская карта «Умка» позволяет оплачивать проезд по дифференцированному тарифу: поездки на городских маршрутах, приобретаемые не позднее 60 минут друг от друга обойдутся в половину от обычной стоимости. Свой маршрут можно планировать через городское приложение, показывающее движение транспорта на маршрутах в реальном времени.

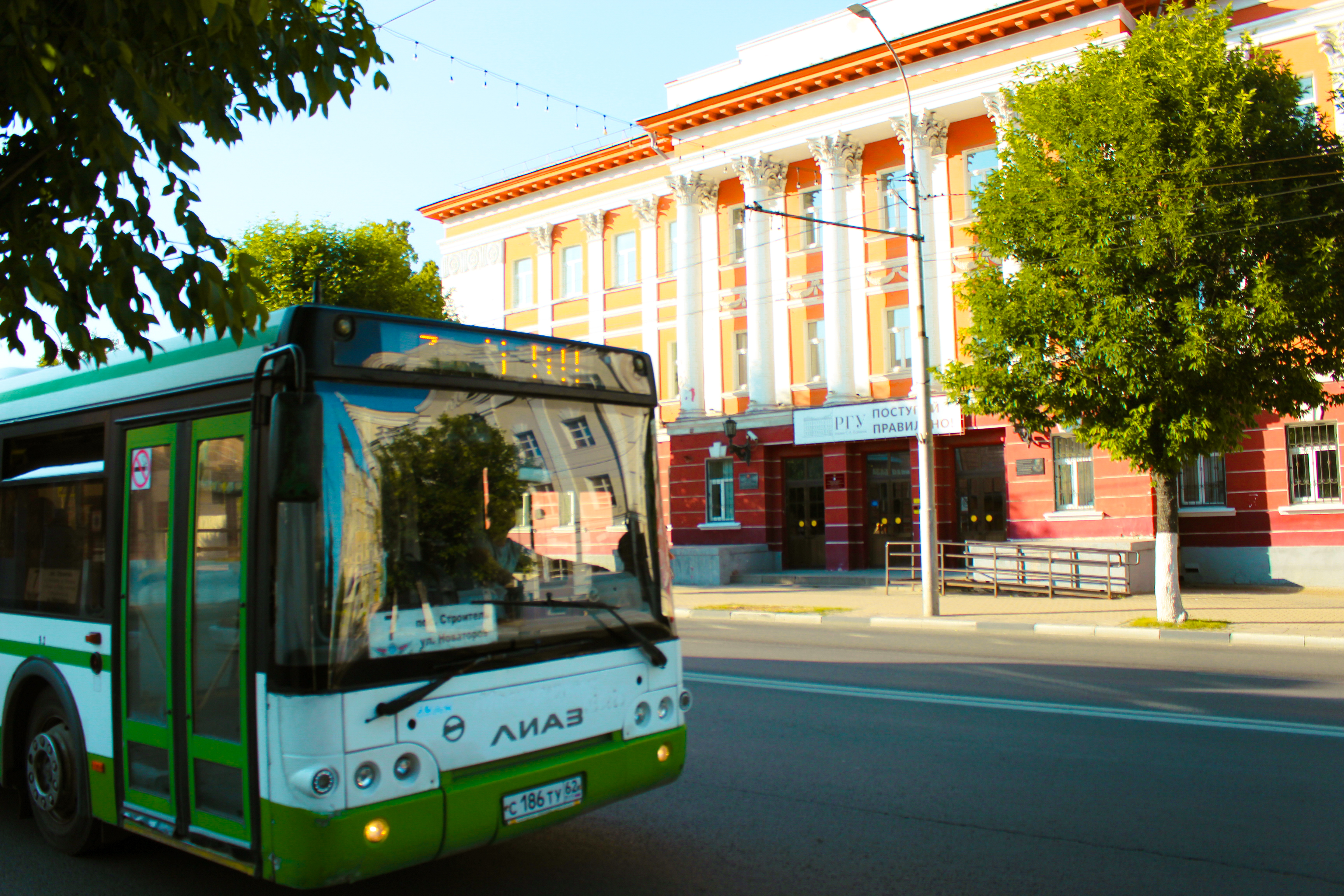
Автобус ЛиАЗ-5292.22 7 маршрута на фоне одного из корпусов РГУ.

Службы такси Яндекс Такси, Убер и автомобили местных городских автопарков можно вызвать через приложения или по телефону. С 2010-х годов в городе работает прокат автомобильного и малого транспорта. Для использования электросамокатов и велосипедов водительские права не требуются.
С 2009 года в связи с перегруженностью городских улиц и дорог город осуществляет эксперименты со скоростным магистральным внеуличным транспортом. В 2009 и 2013 годах в тестовом варианте на маршрутах работал городской поезд, а также были разработаны 2 концепции скоростного трамвая. Результаты эксплуатации показали необходимость прокладки в обоих случаях обособленного пути, разместить который в центре города является крайне трудной задачей, а также привлечение существенных затрат на строительство линий. Однако до сегодняшнего момента управление транспорта не отказалось от этих планов. В 2021 году была представлена концепция транспортной системы города, в которой было предусмотрено строительство станций городской железной дороги.

### Междугородный автобусный транспорт
Из Рязани можно отправиться прямыми автобусными рейсами до всех районных центров и крупных населённых пунктов области, а также до областных центров Центрального федерального округа. От Центрального автовокзала отправляются автобусы в западном, южном и юго-восточном направлении от города — они охватывают автобусным сообщением территорию южнее Оки. Приокский автовокзал действует, в основном. на маршрутах к северу от Оки. Здание автовокзала располагается в одном из павильонов Рязанской выставки достижений народного хозяйства — памятнике архитектуры.
Крупнейшее предприятие, обслуживающее автобусные перевозки и работу автовокзалов и автостанций «Рязаньавтотранс». Билеты приобретаются в кассе автовокзалов или удалённо. При посадке на промежуточных остановках проезд оплачивается у водителя. Автовокзалы работают круглосуточно.

### Железнодорожный транспорт

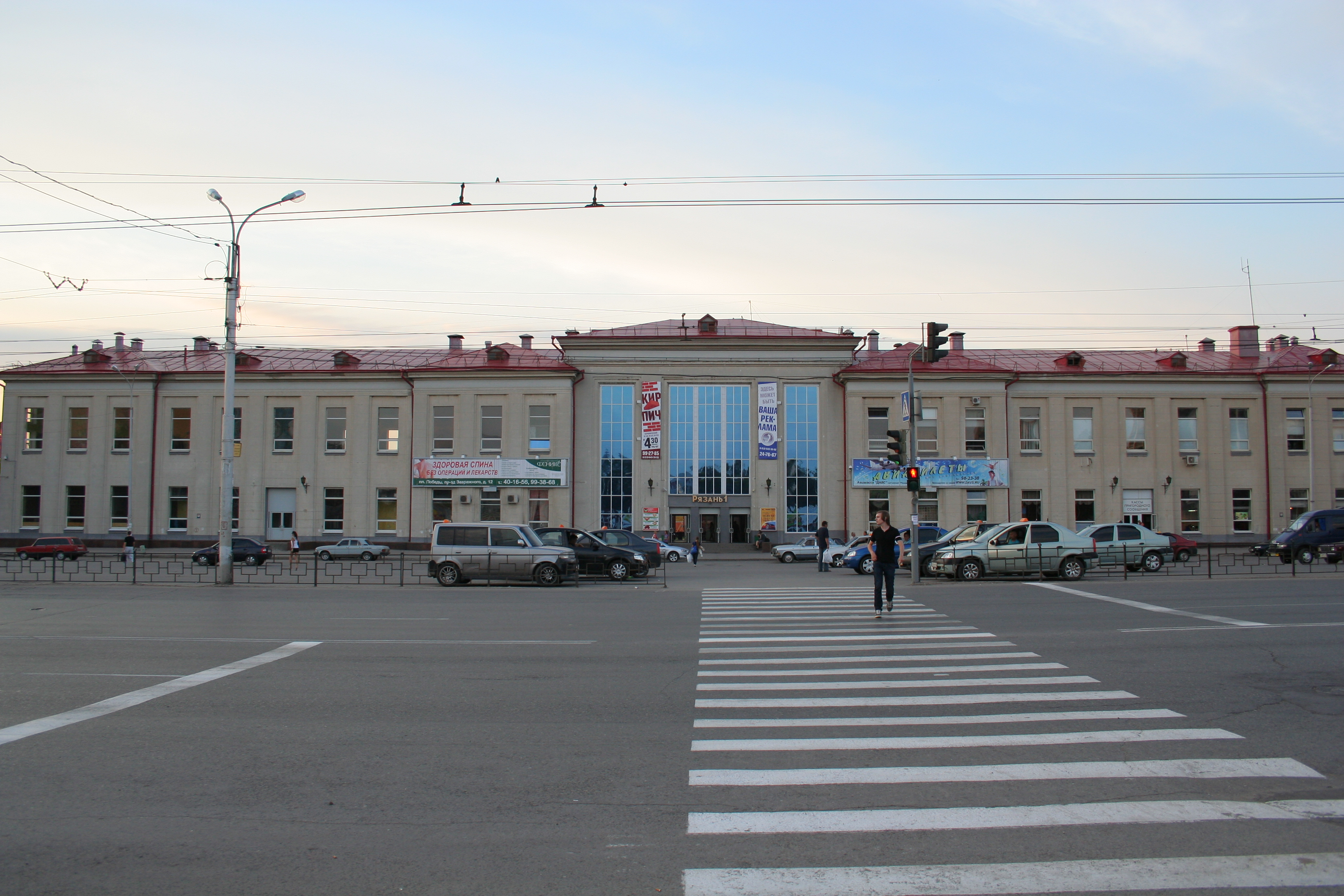
Здание железнодорожного вокзала Рязань I, построено в 1864 году.

Рязань — один их старейших железнодорожный центров России. Московско-Рязанская железная дорога — третья по счёту в стране, появилась в городе в 1864 году. Участок Рязань — Москва строился английскими специалистами — сегодня, это единственная в России железнодорожная линия с левосторонним движением. В городе существует 2 гейта, которые переводят составы с левостороннего движения на правостороннее и обратно. В 1866 году в городе появляется вторая линия, протянувшаяся от Рязани до Козлова (современного Мичуринска), которая затем была продлена дальше на Южный Урал.
Железная дорога играет важную роль в транспорте и экономике города. По данным РЖД, Московско-Рязанский участок в настоящее время является самым загруженным в России. Через Рязань проходят пассажирские и грузовые пути на юг и восток страны. От вокзала Рязань II отправляются поезда до побережья Чёрного моря, на Кавказ, к Каспийскому морю. Восточная линия, начинающаяся от вокзала Рязань I является Московско-Казанским историческим железнодорожным ходом, и соединяет город с Уралом, Сибирью, Дальним Востоком и выходит далее на Китай и Корейский полуостров. Согласно планам Правительства России эти линии должны стать международным грузовым транспортным коридором Европа — Азия.
Местные дневные поезда соединяют город с Москвой, Коломной, Ряжском, Скопином, Мичуринском, Кустарёвкой, Сасовым и Касимовом. На эти маршруты можно приобрести месячный проездной билет. Между Рязанью и Москвой 3 раза в день курсирует экспресс повышенной комфортности «Сергей Есенин» с остановкой только на 4 станциях по ходу движения.
До 1997 года в городе начиналась узкоколейная линия Рязань — Владимир, более известная как Мещёрская магистраль. Об этой дороге в своих произведения писал Константин Паустовский. К началу XXI века линия не выдержала конкуренции с автомобильным транспортом, и половина пути была закрыта и разобрана — остался только перешитый на широкую колею участок Тума — Владимир. В планах РЖД значится восстановление этой линии от Рыбновского узла. Заброшенные участки УЖД, которые проходят посреди леса, привлекают к себе множество туристов.
В городе соединяются линии постоянного и переменного тока, работают вагонные и локомотивные депо. Крупнейшая станция рязанского узла Рыбное обслуживает грузоперевозки и является сортировочной. В южном промышленном узле находится крупнейшая в стране нефтеналивная станция, принадлежащая нефтеперерабатывающему заводу. Управление Московско-Рязанского региона Московской железной дороги расположена неподалёку от станции Рязань-I, на Вокзальной улице.

### Воздушный транспорт
Регулярные авиаперевозки в городе начали осуществляться с 1959 года, когда был построен гражданский аэропорт Турлатово. Воздушная гавань осуществляла прямые рейсы до всех районных центров, Москвы, Ленинграда и южных курортов. В 1999 году аэропорт был закрыт для регулярных рейсов и в настоящее время используется для работы малой авиации.
Крупнейший аэродром города и области Дягилево является военной базой стратегического назначения. Здесь расположен полк дальней авиации и самолётов-заправщиков, учебный центр по переучиванию лётного состава и 360-авиаремонтный завод. Вокруг аэродрома находится одноимённый военный городок на территории которого действует музей дальней авиации.
С дягилевского аэродрома не осуществляется гражданских рейсов, поэтому один из главных инвестиционных проектов Рязанской области — строительство нового гражданского аэропорта Протасово, расположенного к юго-востоку от города. Планируется, что новая площадка помимо регулярных пассажирских рейсов будет эксплуатироваться как крупная логистическая база на маршруте Европа — Азия.
К северо-востоку от города осуществляется проект рязанской аэрокосмической долины — научной базы и индустриального парка для производства авиационной и космической продукции гражданского и военного назначения. В Рыбновском районе, неподалёку от города находится тренировочная авиаплощадка Житово — взлётно-посадочная полоса которой имеет полностью грунтовое покрытие. Неподалёку от села Дубровичи расположен крупный учебно-тренировочный авиаполигон, на котором ежегодно проходят соревнования «Авиадартс».

### Водный транспорт

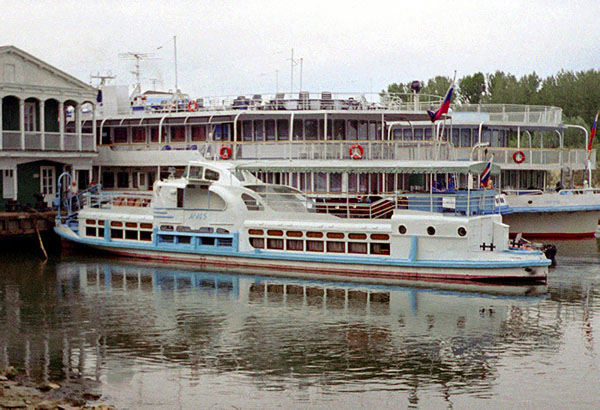
Корабли у Окской пристани в Приокском лесопарке

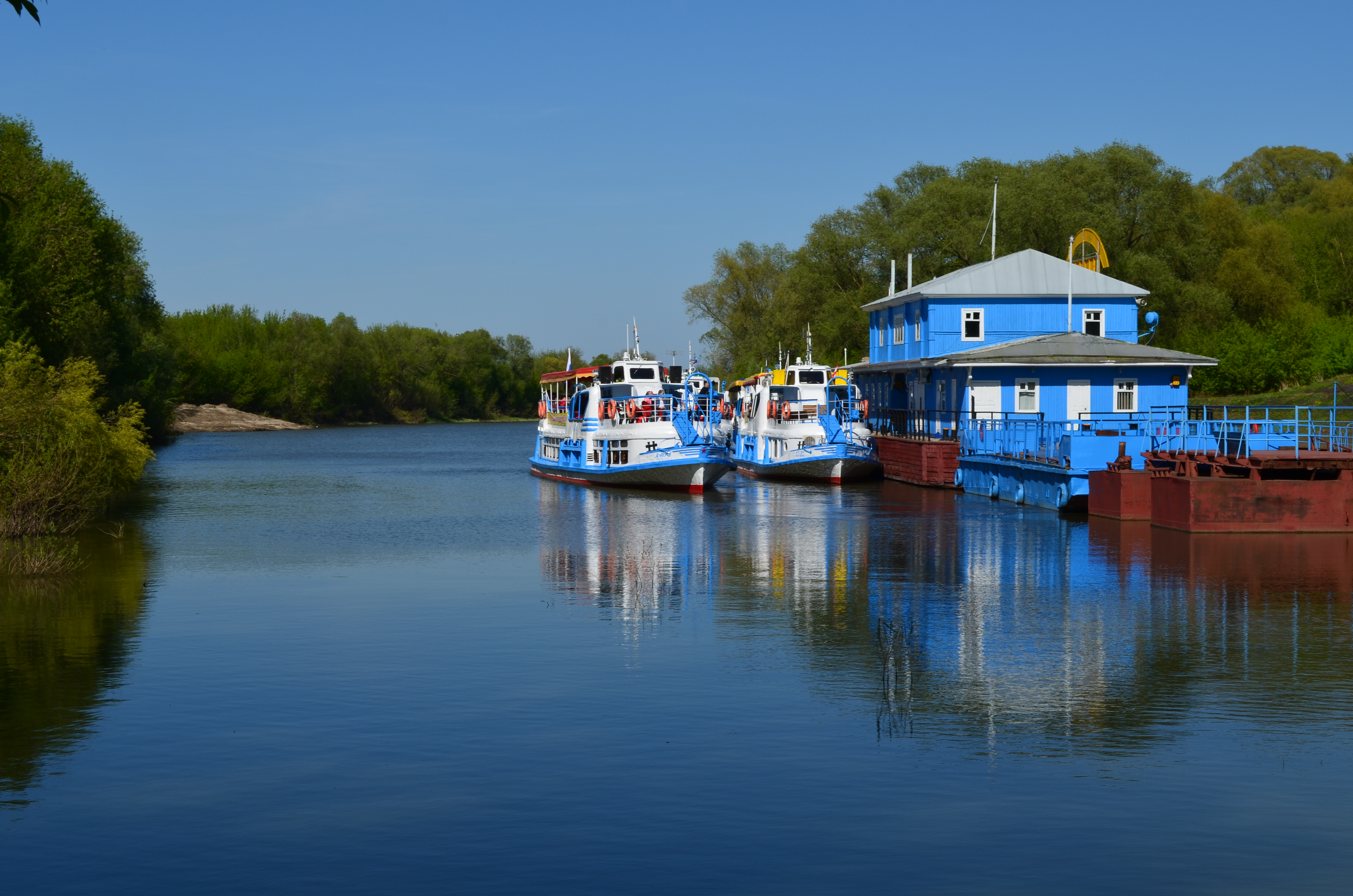
Пристань на реке Трубеж

Водный транспорт — старейший для города. Древний Переяславль располагается при слиянии трёх рек, крупнейшей из которых является Ока. Городской причал находился на Трубеже, у крепостных стен. Сегодня здесь расположена туристическая пристань, а современный порт можно найти чуть ниже по течению реки. Второй грузовой порт находится на акватории искусственного Борковского карьера соединённого с Окой. Порт оборудован высоководными причалами, позволяющими принимать суда во время высокого разлива окских пойм.
До 1960-х годов, когда было построено Большое рязанское кольцо, большинство перевозок по области осуществлялась водными путями. Сегодня водный транспорт перевозит, в основном, грузы и туристов. Пассажирские перевозки возобновляются во время весеннего половодья, когда вода затапливает пойменные поля.
Для осуществления движения по Оке судов с большей оснасткой в районе села Константиново с начала XX века построены напорные шлюзы. Исторический Кузьминский шлюз, являвшийся также гидроэлектростанцией в 2015 году был реконструирован, и позволяет проходить через себя судам большего объёма.
Через речной вокзал на Оке ежегодно во время навигации проходят междугородные туристические круизы. Местные дневные круизы осуществляются от пристани у Кремля на Трубеже. В районе села Шумашь, на территории окской старицы расположена крупнейшая в городе марина — стоянка яхт. Там же можно найти станцию заправки и службы технического обеспечения для водного транспорта. Окская спасательная станция расположена в долине, неподалёку от высоководного моста на Солотчинском шоссе. Штаб квартира Окского участка находится на проезде Речников, неподалёку от Кремля.

### Автодороги

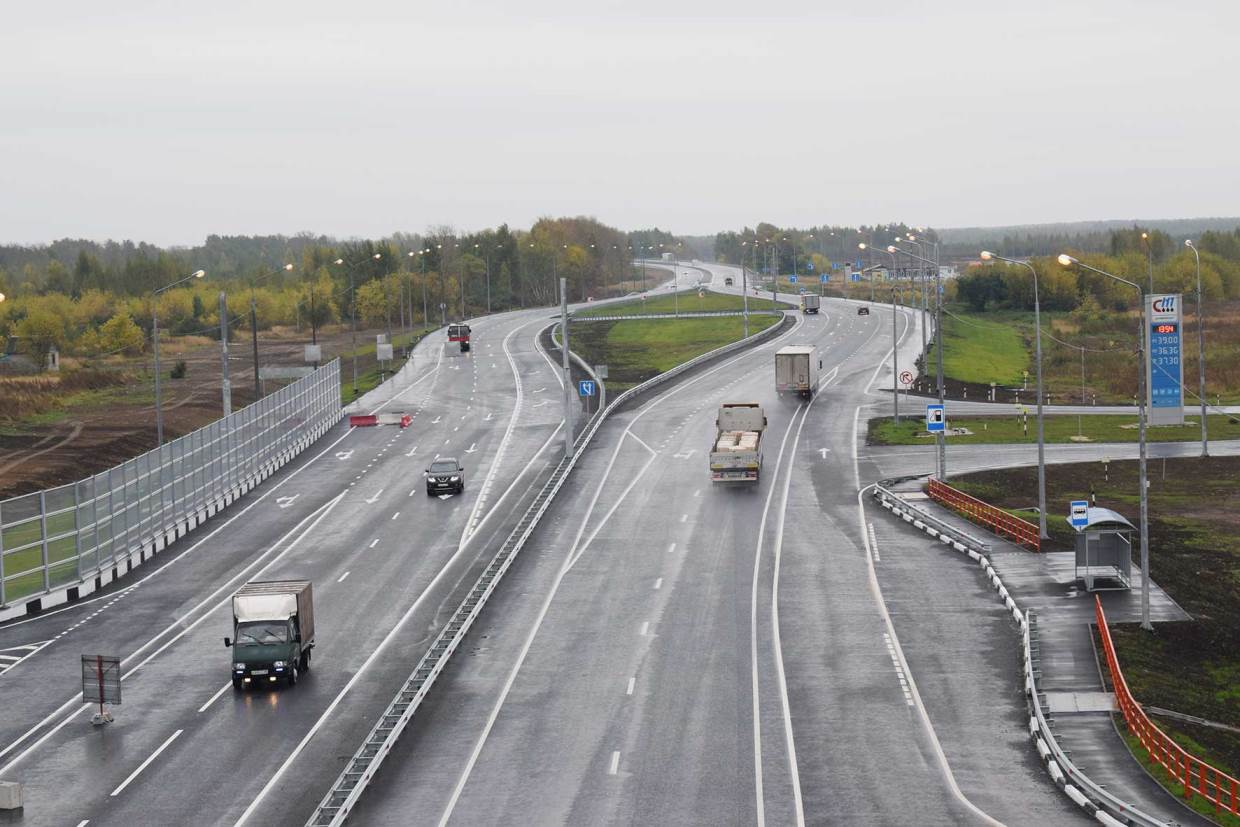
Федеральная автодорога М-5 «Урал»

Рязань располагается на международном транспортном коридоре Европа — Азия, частью которого являются европейский маршрут E 30, российский М5 и азиатский AH6. Дорога огибает город с северо-запада на юго-восток, позволяя транспорту не заезжать в город. В противоположенном направлении с юго-запада на северо-восток проходит автодорога Р132 «Золотое кольцо». Специально для неё планируется построить новый высоководный мост через Оку и восточный отрезок городской окружной дороги.
Нулевой километр городских автодорог находится на Почтовой площади, перед зданием Главпочтамта. Рязань — центральный узел Большого рязанского кольца, связывающего все районные центры области кольцевой автодорогой.
С середины нулевых годов XXI века в городе значительно повысилось количество личного автотранспорта, который привёл к снижению пропускной способности трафика, уличным заторам и проблемой с парковками. В некоторых случаях перемещение пешком происходит гораздо быстрее, чем на автотранспорте. Для решения этой проблемы строятся и проектируются новые дорожные коридоры, также в Рязани функционируют платные парковки.
С 2010 года в районе Песочни работает первый в России коммерческий платный путепровод. В 2012 году в городе было построено 5 новых многоуровневых развязок и возведена 1-я очередь Северной окружной дороги, планировавшаяся ещё в генеральном плане 1986 года. Для обеспечения бесперебойной работы автодороги М-5 «Урал», запланировано строительство новой Южной окружной дороги взамен одноимённой существующей, построенной ещё в 1970-х годах. Также проектируется 2-я очередь Северной окружной дороги, позволившей пропустить транспорт от Московского шоссе к Солотчинскому напрямую. В рамках строительства автодороги Р-132 «Золотой кольцо» запланировано строительство высоководного моста через Оку. За состоянием дорог в городе следит управление благоустройства.

## Туризм

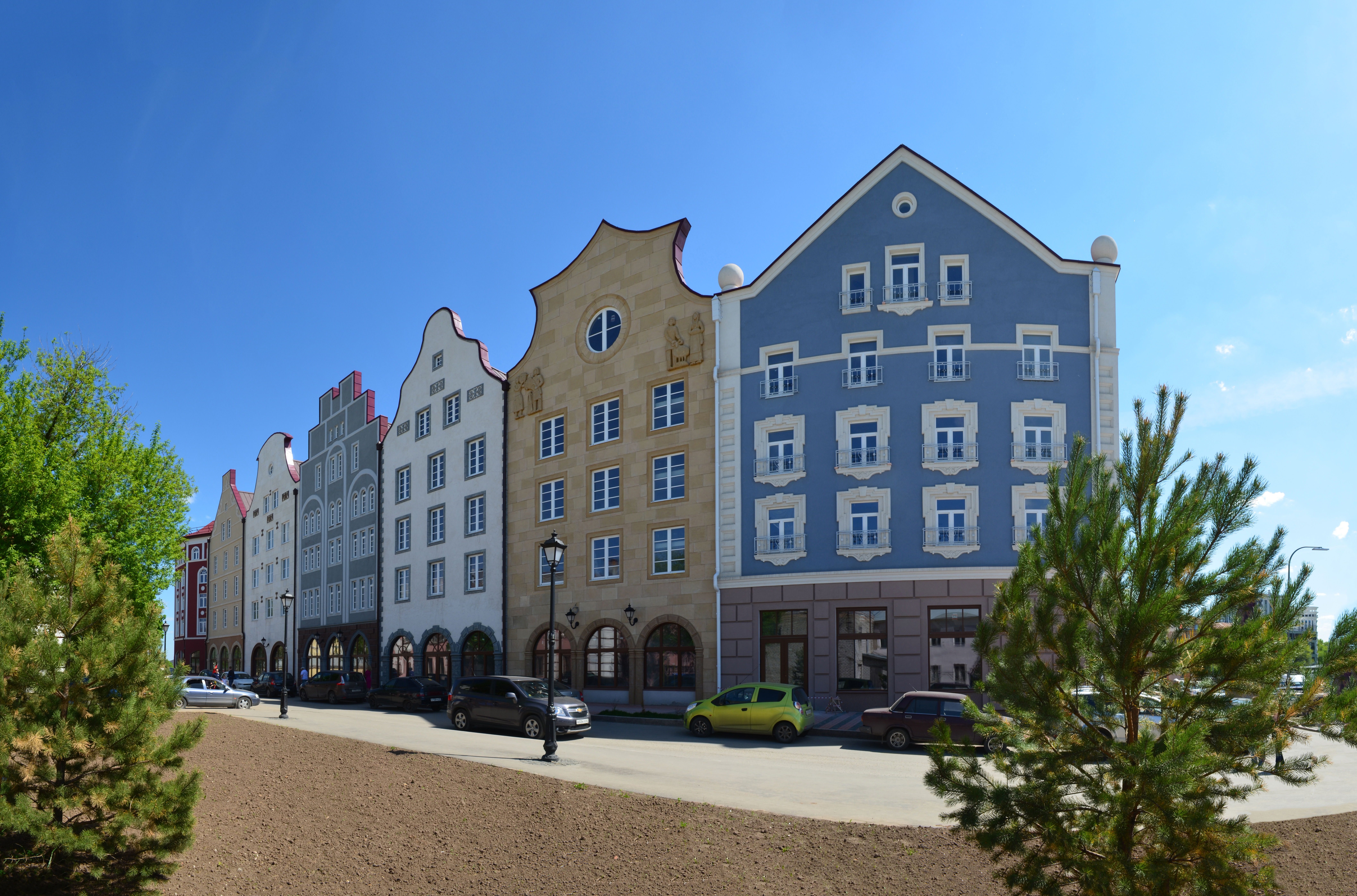
Гостиничный комплекс «Старый город»

По данным министерства туризма, ежегодно Рязанскую область посещает 2 млн путешественников. Из них 61 % — гости Рязани. Это почти в два раза больше аналогичных показателей в середине 2010-х годов. Выгодное географическое положение и древняя история способствуют развитию туристической сферы. Город находится на стыке мещёрских лесов и лесостепной зоны восточно-европейской равнины, через него протекает судоходная Ока — позволяющая использовать свой потенциал для круизов, проходят федеральные автомобильные и железнодорожные трассы. Область богата природно-рекреационным, а благодаря древней истории — культурно-историческим потенциалом. Здесь развит культурно-познавательный, санаторно-курортный, спортивный, событийный, детский и круизный туризм. Развиваются индустриальный, агроэкологический, лечебно-медицинский, паломнический. В перспективе — деловой, этнографический и научно-технический.
Общий ежегодный объём инвестиций с 2016 года составляет более 3 мрд рублей. С 2010 по 2020 годы был реализован проект туристического кластера «Рязанский», включающий в себя строительство одного из крупнейших круглогодичных аквапарков России Произведено расширение номерного фонда гостиниц на 1000 единиц, позволившего разместить 112,7 тыс. туристов единовременно. Благодаря проекту было создано 1200 дополнительных рабочих мест. В планах министерства туризма — к 2030 году увеличить среднем прибывание гостей в регионе до 3-5 дней, и суммарно принимать 3 млн туристов в год.
К услугам путешественников — 35 гостиничных комплексов и гостевых домов. Крупнейшие из них — «Амакс», «Форум», «Старый город» имеют четырёхзвёздочную категорию. Туристы также могут найти приют в более дешёвых хостелах, воспользоваться услугами съёмного жилья, а также остановиться в кемпингах, глемпингах, маринах и туристических базах, расположенных за городом. Наибольшая концентрация последних — вокруг курортного района Солотча, располагающегося в сосновом лесу к северу от города.
В Солотче построены 7 детских оздоровительных лагерей, дома отдыха и санатории, пляжи и туристические базы с прокатом оборудования. Прямо от центральной площади района начинается знаменитая Тропа Паустовского, по которой писатель отправлялся гулять по мещёрским лесам. А на другой стороне реки Солотчи можно спуститься в Есенинские луга.
Гости, прибывающие в город могут воспользоваться бесплатными услугами Туристского информационного центра, главный офис которого расположен на Почтовой улице. Здесь можно спланировать свою поездку, получить туристическую карту, список гостиниц и ресторанов.

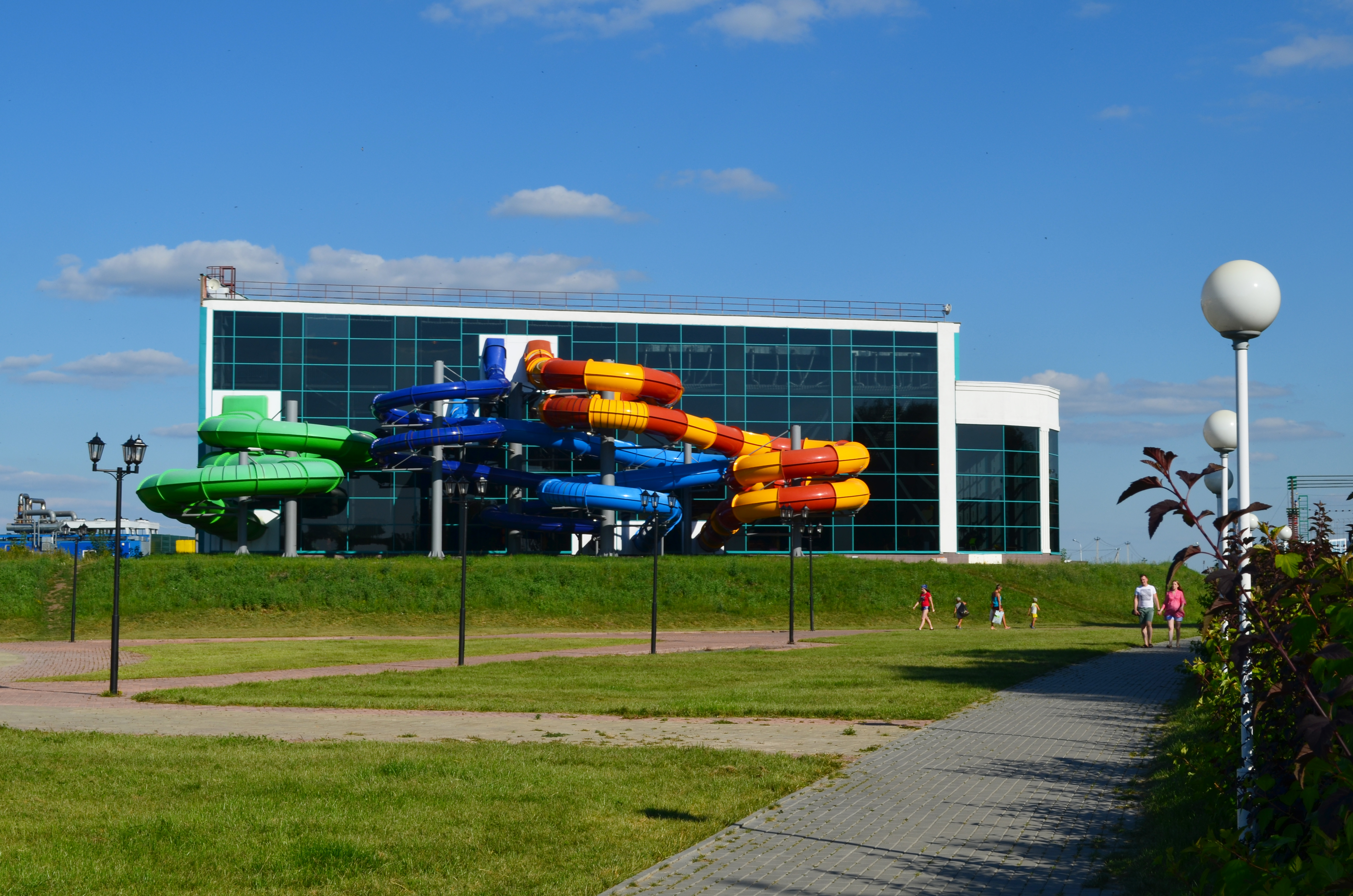
Аквапарк «Горки»

Одна из отличительных черт рязанского туризма — это возможность сочетать отдых на природе с посещением культурных учреждений или мероприятий. Для организации последних создана Лаборатория событий. С 2020 года город ежегодно проводит международный Фестиваль древних городов для обмена опытом в сферах городского управления, реновации и туризма. Результатами его работы стала реновация территорий Лыбедского бульвара, Рязанской ВДНХ, Хлебзавода № 1, были разработаны фирменный стиль, дизайн-код и туристический портал.
Благодаря реконструкции Кузьминского напорного гидроузла, по Оке впервые с советского времени была возобновлена навигация круизных судов. Корабли причаливают к речному вокзалу несколько раз в месяц. Местные туристические круизы, предлагающие ближние прогулки отправляются с Кремлёвской пристани. В 2023 году начались работы по созданию непрерывного туристического маршрута через центр города, главной связующей артерией которого будет являться Лыбедский бульвар.
Усилия города и области в сфере повышения туристической привлекательности позволили в 2020 году зарегистрировать заявку Рязани на вхождение в Золотое кольцо.

## Архитектура

### Планировка
Планировка Рязани обусловлен двумя географическими факторами, сформировавшими последующее развитие города. Ока, текущая с северо-запада на юго-восток имеет в своей долине обширную низменную пойму, которая ежегодно затопляется на десятки километров вокруг. Левый берег Оки пологий, здесь расположена болотистая и влажная Мещёрская низменность. Правый берег напротив — высок и испещрён множеством оврагов, которые сформировались в результате тысячелетнего спуска талых вод с полей в Оку. Эти факторы определили сложный градостроительный характер Рязани.
Капитальное строительство в городе было возможно только на высоком правом берегу Оки, на значительном удалении от затопляемой поймы. При этом, городские кварталы приходилось располагать между оврагами, перекидывая через них мосты. На левом берегу застройка могла производиться только на территории возвышенных мысов и холмов. Во время весеннего разлива, эти холмы превращались в полноценные острова. Таковы например, Кремлёвский, Борковской и Шумашьский острова.
В этих условиях сформировалась угловая или веерная застройка города, при которой ядро — Рязанский кремль находилось в крайней северо-восточной точке. Дальнейшее развитие города происходило в западном и южном направлениях от исторического ядра, по берегам Трубежа и Лыбеди. Здесь и возникли Верхний и Нижний городской посады, которые в свою очередь разделялись на общины — слободы. В каждой слободе находилась своя общинная церковь. Из этих времён до нас дошли самые ранние из сохранившихся названий улиц Рязани.
В XVIII веке город получил от Екатерины II первый регулярный план застройки, основанный на французских градостроительных традициях. В основе плана лежал слегка вытянутый по оси с севера на юг прямоугольник, с симметрично расположенными продольными и поперечными улицами. Московская часть города была немного смещена к северо-западу, чтобы попасть её главной осью — Московской улицей, на одноимённую дорогу. В конце главных улиц располагались архитектурные доминанты — церкви и городские учреждения. Улицами город был разделён на кварталы, вокруг которых формировались ансамбли зданий. План предполагал возведение 9-ти площадей, главной из которых являлась Ильинская, располагавшаяся напротив парадного входа в кремль. Здесь планировалось сооружение основных губернских учреждений. От Хлебной площади в разные стороны на восток отходило рязанское трёхлучье. Такая планировка прослеживается в плане старой части города до сих пор.
 К концу XIX века Рязань уже существенно переросла правильные прямоугольные границы города. Вокруг них появляются обширные рабочие слободы. Крупнейшая из них — Троицкая сформировалась вокруг железной дороги, поэтому здесь проживали семьи железнодорожных рабочих. В 1917 и 1928 году были разработаны 2-й и 3-й генеральные планы, развитие которых не было продолжено из-за революции и перехода от НЭПа к индустриализации.
Существенное изменение в градостроительной структуре Рязани произошло после Второй мировой войны, когда началась застройка промышленных и жилых районов на юге, юго-востоке и северо-западе города. В 1952 году был разработан и полностью выполнен 4-й генеральный план. 5-й план 1965 года предполагал радикальную и смелую для того времени идею застройки окских пойм домами на сваях. Осуществление такого строительства было дорогим даже для сегодняшнего времени и от этого проекта пришлось отказаться. Было построено лишь несколько жилых и промышленных зданий на подтопляемых территориях. К этому периоду относится существенное развитие улично-дорожной и транспортной сети. Строится Большое Рязанское кольцо, объездная автомобильная и железная дороги вокруг города, появляются речной вокзал и грузовые порты на Оке, был введён в строй аэропорт. Вокруг города сформировалось зелёное кольцо, а крупные шоссе и магистрали были обсажены защитными лесополосами.
В результате развития 5 и 6-го планов от 1965 и 1986 годов город получил линейно-петлевой характер развития. Он всё ещё остаётся вытянутым вокруг Оки, но в его структуре появляются дороги-петли, огибающие новые крупные районы. В 1986 году Рязань одним из первых городов в СССР разрабатывает комплексный план охраны исторической среды. Мероприятия плана предполагали восстановление утраченных архитектурных доминант, охрану городских ансамблей и археологического слоя, а также законодательство вводилось такое понятие, как охраняемая архитектурная панорама. К этому времени относится создание Заповедного луга рядом с кремлём.
Действующий генеральный план города, 7-й по счёту был разработан в 2006 году проектным институтом «Энко», и уточнён в 2010 году планом развития Солотчи. Он предполагает реновацию уже существующий территорий и строительство новый районов в северо-западном, юго-западном и юго-восточном направлениях. В 2025 году началась разработка 8 генерального плана Рязани.

### Рязанский кремль

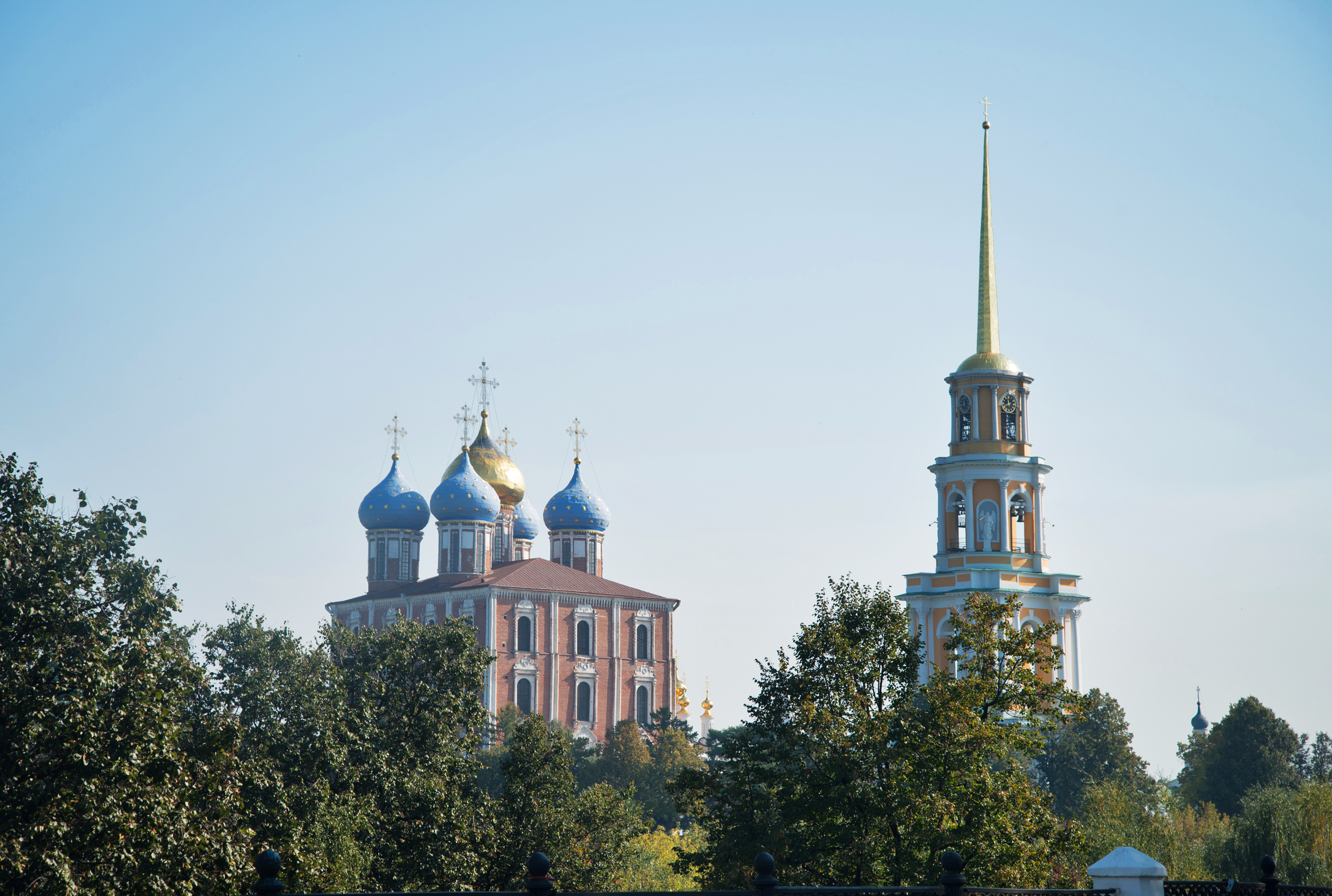
Рязанский кремль

Первоначально, Переяславль играл роль оборонительной сторожевой крепости Рязанского княжества, в то время как каменное строительство было сосредоточено в столичной Рязани (старой) . Её архитектура была полностью уничтожена во время нашествия монголов на Русь зимой 1237 года. В течение столетия статус столицы княжества был в неопределённом положении, а князья постоянно менялись в результате ордынских интриг.
После разорения Старой Рязани происходит возвышение Переяславля — в его стены переезжает княжеский престол, что приводит к расширению и перестройке крепости. Средневековый город был окружён высокими деревянными стенами, крепостным валом и глубоким рвом. На стенах располагалось 12 (или 13) башен. Четверо их них были с воротами: Глебовская, Тайницкая, Ипатьевская и Рязанская. От этих башен в разные стороны расходились древние тракты: Владимирский, Рязанский, Пронский и Коломенский. В городе располагалась княжеская резиденция, обнесённая дополнительными укреплениями, 3 монастыря, 9 церквей, стояли боярские и купеческие усадьбы. У Рязанской башни был построен городской Торг, а у Тайницкой и Духовской — речной порт.
Рядом с городом возвели укреплённый Острог, располагавший 18 деревянными башнями и 5 воротами. Рядом с Острогом находилась крепость Борисов-Глебов, в которой была расположена рязанская кафедра. Позднее вокруг города появляется множество неукреплённых слобод, память о которых сохранилась в названиях улиц — Рыбацкая, Затинная, Троицкая, Скоморошинская и др.
Каменное преобразование Кремля начал Олег Рязанский, заложив в крепости кафедральный Успенский собор. Затем, рядом вырос Архангельский. Началась перестройка крепостных башен в камень. В XV веке начинается строительство жилых палат для архиепископа Ионы на месте княжеского двора. Комплекс архиерейского двора является уникальным сохранившимся памятником белокаменных хозяйственных и жилых построек XV—XVII веков. Рядом с ним расположена территория Спасского у Духовского монастырей XV века.
В 1669 году начинается строительство главной архитектурной доминанты кремля — мощного Успенского собора, выполненного зодчим Яковом Бухвостовым из красного кирпича и украшенного искусной каменной резьбой. Внутри храма нет перекрытий — мощная крыша опирается на 4 круглых колонны. Успенский собор имеет в своём внутреннем убранстве самый высокий в России иконостас. Панораму собора дополняет четырёхъярусная колокольня. Её строительство затянулось на целое столетие, поэтому каждый ярус выполнен в разных архитектурных стилях: классике, барокко и ампире. Колокольня выстроена на месте каменной Глебовской башни, о чём сообщает чугунная табличка у её основания.
В городском ландшафте сохранились и до сих пор прослеживаются остатки средневековых оборонительных укреплений. Кремль стоит на высоком холме, который с южной части защищает рукотворный вал и ров, выкопанный горожанами в XII веке. К крепости примыкает территория городского Острога, рвы которого прослеживаются в долине Лыбеди неподалёку от цирка и в спуске от улицы Петрова к Солнечной. Борисоглебская церковь построена прямо над оврагом, который был когда то укреплением одноимённого города, а стены Солотчинского монастыря построены на высоком берегу реки Солотчи.
Рязанский кремль входит в свод особо ценных объектов культуры России. На его территории расположен историко-архитектурный музей-заповедник, парк, выставочные и общественные пространства, набережная и речная пристань на Трубеже.

### Архитектурный облик
После утверждения Екатериной II в 1780 году первого генерального плана Рязани, в городе начинается масштабное каменное строительство. Классическая архитектура, пришедшая в конце XVIII века останется главной архитектурной традицией города, вплоть до начала XX века. Первые каменные здания, сооружённые по екатеринискому плану сохранились до наших дней. Это здание Губернеской управы на Соборной улице, Редутный дом на Семинарской и артиллерийские казармы на Первомайском проспекте. К классическому периоду относится строительство городских усадеб. Крупнейшие из них — дворцовая усадьба Г. В. Рюмина на улице Свободы, частью которой являлся современный Нижний городской парк и дворец П. А. Мальшина на перекрёстке с улицей Радищева. Рюмин также выстроил для себя загородную усадьбу и обширный парк при ней, впоследствии давший название целому городскому району.
Ампир, сменивший классические архитектурные формы характеризуется в Рязани «смягчением углов улиц». В этот период в городе, как и по всей губернии в целом становится модным строительство круглых угловых ротонд. Яркие следы такой архитектуры сохранились на здании Мальшинской богадельни, угловом корпусе Дворянского собрания, также к этой стилистике относятся круглые верхние ярусы Соборной колокольни и ансамбль Гостиного двора на Хлебной площади. Имперскому стилю также принадлежит губернская гауптвахта и колонный зал Дворянского собрания с гербами уездных городов на фасадах. Его архитектура не раз послужит образцом для других губерний Ещё один необычный памятник той эпохи — Тюремный замок, выполненный в духе средневековых замков западной Европы.
Следующий этап архитектурного подъёма происходит в Рязани в середине XIX века. Его причинами послужило строительство в городе двух транзитных железнодорожный линий, и почти одновременно с этим — проведением Александром II реформ, существенно затрагивающих градостроительное развитие и городское управление. Впервые за долгое время города смогли самостоятельно утверждать архитектурные проекты и определять собственный облик. Рязань ответила на эти события оживлением городского строительства.
В городе появляются целые ансамбли блокированной купеческой застройки. Её первые этажи предназначались под торговые лавки, арки же служили проездом во внутренние дворы. Такова излюбленная туристами, и превращённая в пешеходный променад Почтовая улица, расположенная рядом с ней Соборная, Краснорядская и Кольцова. Купеческие кварталы частично сохранились на улицах Горького, Маяковского, Радищева, части Семинарской и Первомайского проспекта. В этот период в город в поисках работы начинают переезжать жители сёл. Они стремятся придать городским деревянным домам частичку народного творчества. Это приводит к обогащению деревянной архитектуры города народными мотивами — резными узорчатыми наличниками и крылечками. Дома в такой стилистике сохранились на улицах Садовой, Салтыкова-Щедрина, Введенской и Вознесенской, части Горького и Радищева, Новослободской.
Во второй половине XIX века архитекторы начинают ставить эксперименты и привносить в строгие фасады зданий всё больше свободы, что приводит к эклектичности построек. Этой моде подвержено например, здания Крестьянского земельного банка, Рязанской семинарии и прогимназии на Николодворянской, городской театр на Соборной.
На рубеже XIX — начала XX веков в город приходит мода на модерн. В его формах построены гимназия Екимецкой и комплекс Хирургического отделения земской больницы на улице Горького, здание Романовского училища на Семинарской, винные склады на Павлова, особняк Чистова на улице Ленина. Модерн оставил след и в деревянной архитектуре города. Ярким примером можно считать дом Загоскина и жилой дом на улице Свободы, оба с шатровыми крышами и башенками.
Четвёртый подъём связан с именем городского головы Ивана Антонова, избранного в 1912 году. К периоду его работы относят строительство в городе водопровода и городской электростанции в неоготоческом стиле. В Администрации Антонова разрабатывается новый генеральный план города, вынашиваются идеи по благоустройству Лыбедского бульвара и планы по строительству сразу двух линий городского трамвая — пассажирского и грузового.
После революции Рязань становится прифронтовым городом — в Доме Свободы на одноимённой улице размещается штаб южного фронта красной армии. Строительство в те годы сокращается до минимума — город фактически работает на обслуживание фронта. К конструктивистскому периоду относится первый жилой «небоскрёб» на улице Пожалостина, дом на Ленина, клуб завода «Красное Знамя» и Центральный универмаг на Маяковского. Построенный незадолго до начала войны кинотеатр «Родина» прекрасный пример рязанского ар-деко.
Новый строительный бум начинается в городе сразу после окончания Второй мировой войны. Его развитие состоялось благодаря работе в председателя рязанского обкома Алексея Ларионова, развернувшего масштабную реконструкцию Рязани. К этому времени относятся строительство множество уникальных зданий и целых ансамблей, выполненных в духе советской классики и ампира. Таков например комплекс Рязанской выставки, здание совнархоза, «обкомовский» дом на Циолковского, комплекс административных зданий на площади Ленина. При этом, пышная архитектура продолжала строиться в городе вплоть до начала 1960-х годов, уже после введения хрущёвского постановления «об устранении излишеств».
С 1960-х годов председателем рязанского горисполкома становится Надежда Чумакова. С её именем связан крупнейший расцвет строительств и городского хозяйства Рязани. Он совпал с началом господства модернистского стиля в советской архитектуре. В период с начала 1960 по конец 1980-х строятся основные архитектурные объекты в этой стилистике. 1990-е годы ознаменовались подготовкой к празднованию 900-летнего юбилей города и как следствие, всплеском интереса к городской истории и архитектуре. В этот момент происходит ремонт старых зданий, и строительство новой архитектуры в стиле «капиталистического романтизма». Её яркие следы на улицах города — башня Прио-банка, дом-яйцо на Солнечной улице.

### Музеи
Крупнейший музей города государственный историко-архитектурный заповедник Рязанский Кремль — один из старейших в стране. Он был создан в 1884 году членами Рязанской Ученой архивной комиссии. Сегодня включает в себя не только территорию кремлёвского холма, но также историческое городище Старая Рязань, Солотчинский монастырь и поле битвы на Вожже в селе Глебово-городище. Среди музеев, входящих в заповедник — исторический музей, музей природы, ратной славы, литературный центр им. Солженицына, планетарий, а также Центр науки, техники и искусств. В коллекциях кремля можно найти Следованную псалтырь, в которой указана дата образования Рязани, оригинальный замок и ключ, на который запирались городские ворота в средние века, кольчугу Олега Рязанского, макеты-реконструкции Переяславля, Старой Рязани и другие исторические экспонаты.
Государственный художественный музей им. И. Пожалостина был выделен из картинной галереи кремля в 1937 году и получил отдельное здание — историческую усадьбу Г. Рюмина на улице Свободы. Музей располагает несколькими выставочными площадками, в том числе сохранившейся музеефицированной усадьбой художника-гравёра Ивана Пожалостина, расположенной в Солотче. Среди экспонатов музея — коллекции древнерусского искусства XV—XVI веков, картины, скульптура и предметы утвари XVIII-начала XX века. На другой стороне улицы Свободы в бывшей резиденции рязанских губернаторов времён Российской империи расположен музей истории молодёжного движения.
На одной из улиц в центре города находится усадьба Ивана Павлова, включающая в себя дом, где вырос будущий физиолог. Экспозиции рассказывают о научном пути русского учёного, об интерьерах и укладе жизни рязанской городской усадьбы XIX века. На Семинарской улице, в одном из корпусов воздушно-десантного училища расположен уникальный интерактивный музей ВДВ, многие экспонаты которого можно держать в руках. На Михайловском шоссе находится музей военной автомобильной техники, а на территории Дягилевского аэродрома — музей дальней авиации с открытой выставочной площадкой для самолётов.
В городе также расположены музеи путешественников, фотографии, рязанского леденца, пряников, хлеба и множество других. Неподалёку от города находятся музей-заповедник С. А. Есенина, музей обороны и тыла в Баграмово, музеи коневодства и пчеловодства при соответствующих опытных институтах.

### Парки и общественные пространства
В советское время Рязань — один из самых зелёных городов Советского Союза. Зелёные насаждения и парки до сих пор занимают значительные территории. Во многом, такими показателями озеленения город обязан председателю горисполкома Надежде Чумаковой. В течение её 26-летней работы на этом посту, почти каждый жилой двор был превращён в небольшой сквер, а каждая улица обязательно засаживалась аллеей из деревьев. Вокруг всех городских автомобильных и железнодорожных трасс появились защитные лесопосадки, а основные промышленные узлы были ограждены защитными лесами и садовыми кооперативами. Кроме того, в черту городских лесов вошла часть Мещёрского национального парка, располагающаяся в Солотче.
Центральный парк культуры и отдыха — один из старейших парков страны и самый большой регулярный парк в городе. Парк был куплен для загородной усадьбы одним из рязанских коммерсантов того времени — Гаврилой Рюминым ещё в XVIII веке. В начале XX века рядом с рощей появился первый городской аэродром. В советское время здесь было построены культурные и спортивные сооружения. Посреди лип, дубов и тополей расположились Центральный спортивный комплекс, зелёный театр, танцевальная площадка, лодочная станция и парк аттракционов.
В центре города по обе стороны от улицы Ленина находятся Верхний и Нижний городской сады, разбитые в XVIII и конце XIX века. На их территории находится государственный художественный музей, концертный зал им. Есенина, зал камерной музыки и открытая сцена. Летними вечерами в парке можно услышать симфонический оркестр. Неподалёку расположено главное здание городской Администрации.
Курортный район Солотча построен посреди соснового леса, вокруг древнего Солотчинского монастыря, основанного Олегом Рязанским. По территории района проходят множество пешеходных троп, на которых разбросаны многочисленные базы отдыха. На берегу реки Солотча и лесных озёр Ласковское, Уржинское, Сегденское, Чёрное можно найти пляжи.
Купеческая улица Почтовая ещё в советское время была превращена в прогулочную пешеходную улицу. Сегодня здесь открыто общественное пространство с точками общественного питания, музеями и различными активностями. Летом, почти каждый день на улице проходят концерты городского фестиваля «Лето на Подбелке». Неподалёку расположен пешеходный Лыбедский бульвар, по которому можно пройти через весь центр города от Центрального парка до Кремля не переходя ни одной улицы. В августе это основная площадка форума древних городов.
На другой городской пешеходной улице — Павлова находится музей-усадьба русского физиолога. Неподалёку от Кремля сохранился комплекс Рязанской выставки достижений народного хозяйства — сегодня здесь можно найти рестораны, концерты, выставочные и лекционные площадки. Рядом с ВДНХ горожанами высажен Приокский лесопарк, пройдя через который можно выйти в Речному вокзалу, Окской набережной и городскому пляжу на Ореховом озере. Ещё дальше, по берегу Оки уходят прогулочные экотропы. Сам Кремль окружает лесопарковая зона с руслами рек Трубеж и Лыбедь, которые разливаясь весной, затапливают все окрестные пойменные поля. Регулярный Соборный парк высажен у ансамбля кремля со стороны Соборной улицы. Обширные кремлёвские панорамы можно увидеть с высоких холмов парка Морской славы, расположенных в Канищево.
С 2022 года в городе реализуется проект туристических пешеходных маршрутов, объединённых в единую сеть. Их главным звеном станет Лыбедский бульвар и улица Ленина.

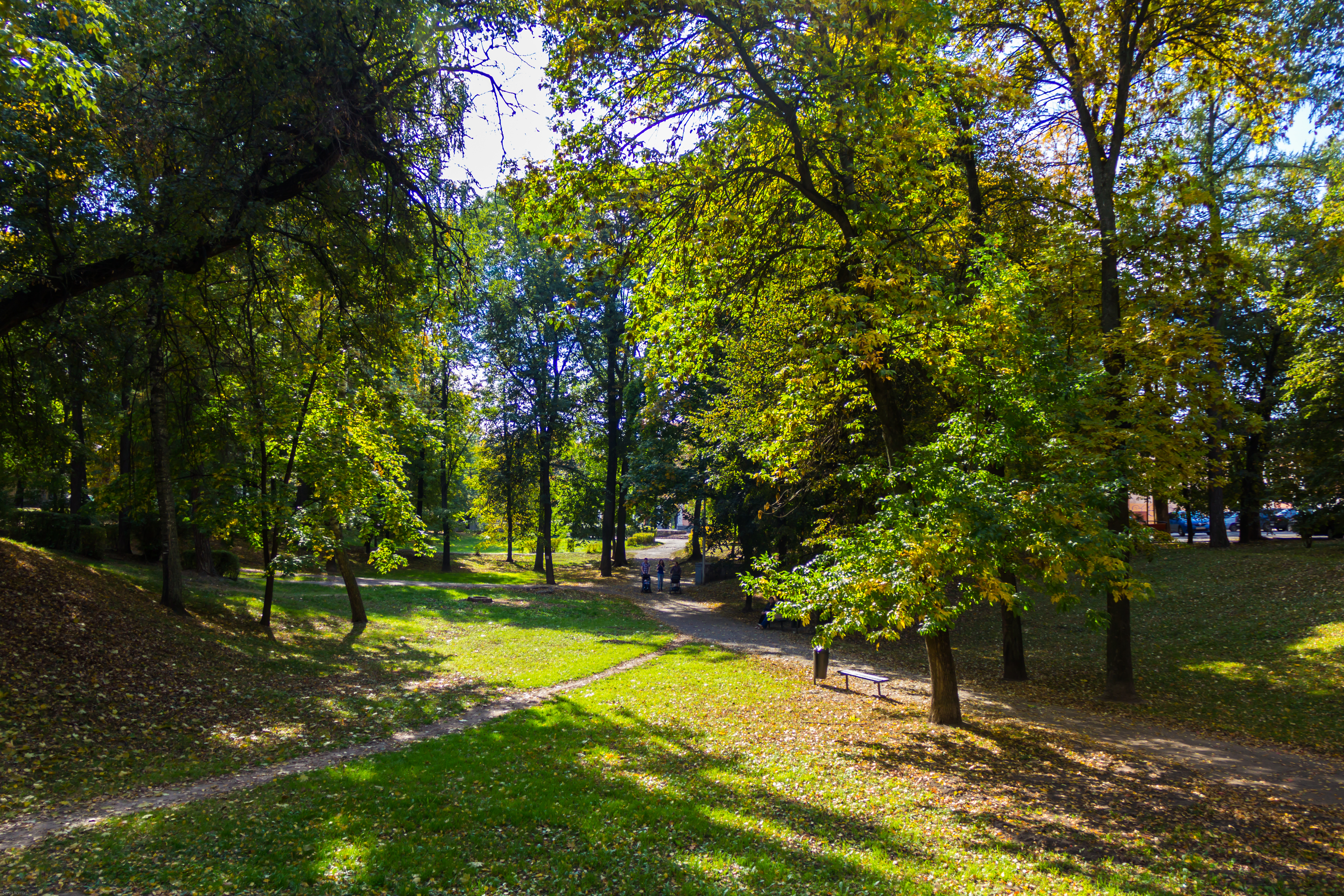
В Нижнем городском саду
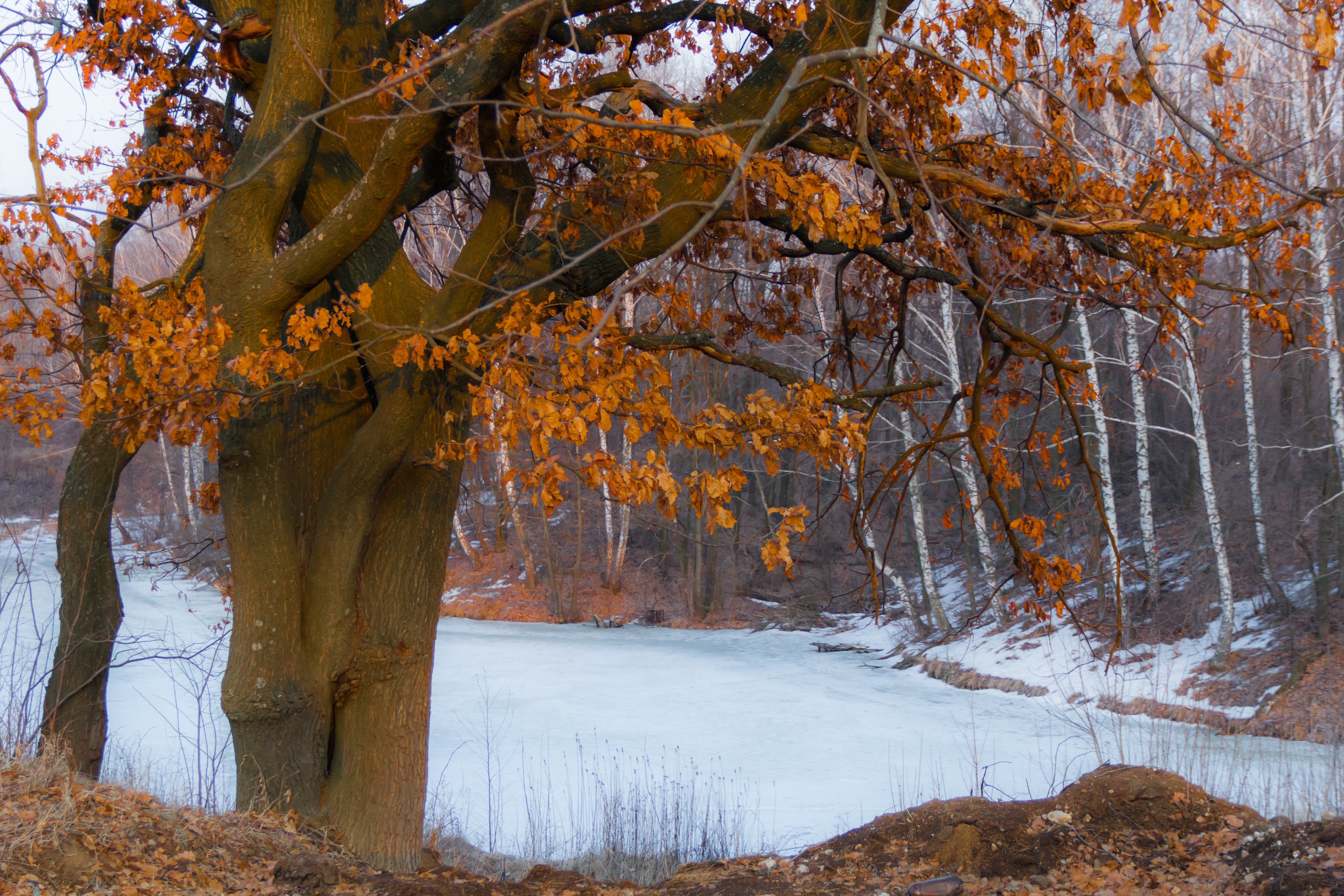
Зима в городе
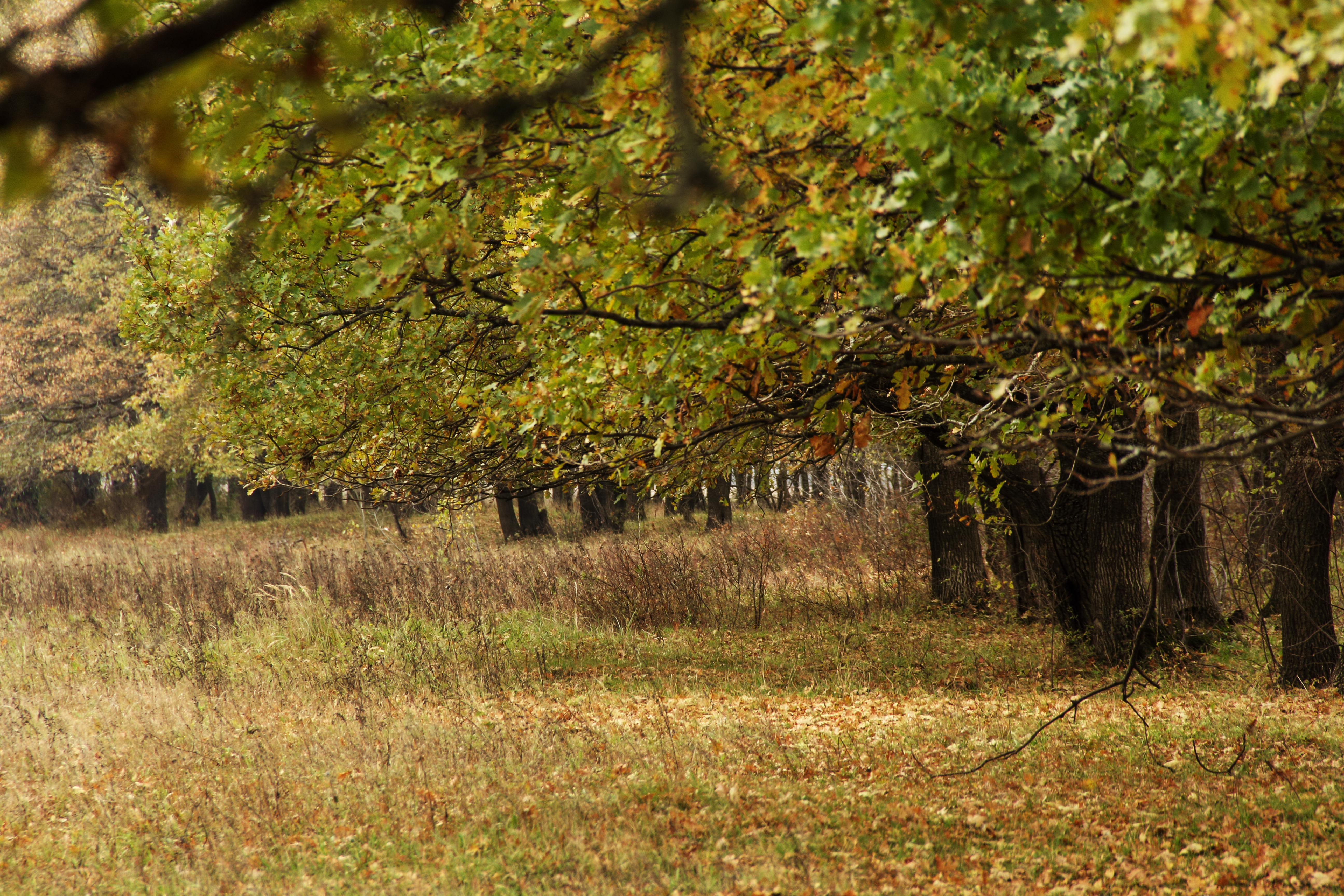
Лес «Дубки»
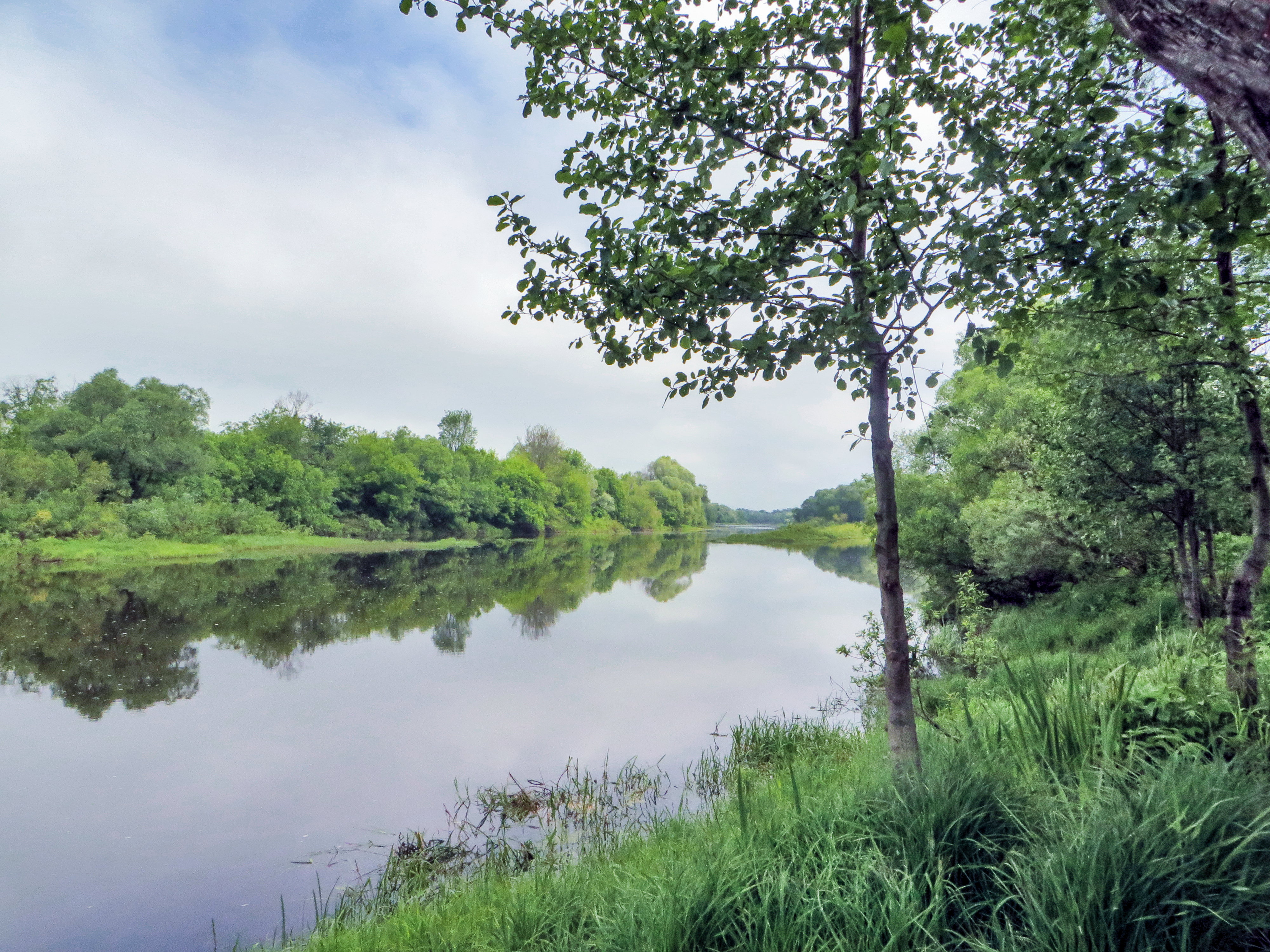
Река Солотча

### Фестивали
Департамент культуры и искусства города Рязани особое внимание уделяет фестивалям и мероприятиям, проводящимся как в концертных залах, так и в формате open air круглогодично. Тематика мероприятия различна — от праздничных гуляний до музыкальных и исторических фестивалей. Нередко в мероприятиях принимают участие военные, представляющие воздушно-десантные войска. Также, кроме культурных, ежегодно проходят спортивные фестивали и эстафеты. Префектуры городских округов проводят праздники улиц и дворов. Одна из улиц города — Московское шоссе — проводит праздник в один день с Рязанским проспектом в Москве.
Со 2 по 7 мая 2005 года в Рязани проходили Четвёртые молодёжные Дельфийские игры России, в которых приняло участие 1496 человек из 58 субъектов Российской Федерации. В общей сложности в отборочных турах соревновалось более 800 000 человек. Заявки на участие в Играх подали официальные делегации из 79 регионов России, с общим количеством более 10 000 претендентов. На протяжении более 20 лет в Рязани проходит межрегиональный конкурс-фестиваль детского творчества «Начало», который проводится при поддержке Рязанского городского дворца детского творчества (дворец пионеров).
В августе, начиная с 2018 года, в Рязани проводится международный форум древних городов старше 500 лет, объединяющий представителей исторических городов России и других стран мира. В 2019 году на форум прибыли делегации из 32 стран, что почти в 2,5 раза превысило численность прошлого года. В программе форума не только культурно-развлекательные мероприятия, но и другие, посвящённые архитектуре, истории, развитию бизнеса.

## Культура и искусство

### Театры

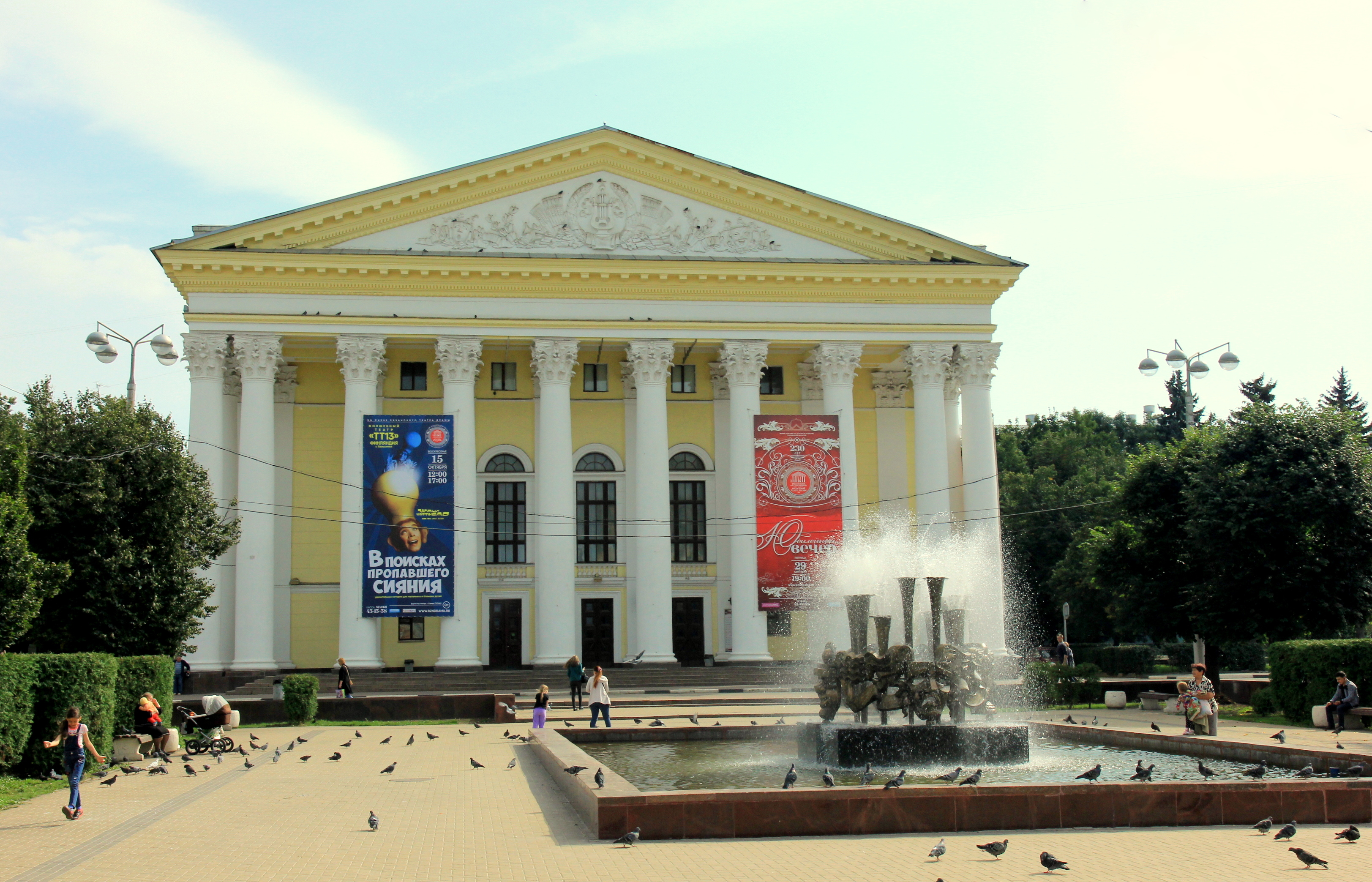
Государственный драматический театр

Первый театр в Рязани был построен в 1787 году при содействии Гавриила Державина и первоначально назывался «Оперным домом». Театральная жизнь города протекала на передовой культурной жизни всей страны — премьеры в рязанских театрах ещё до революции проходили в одно время со столичными. Сегодня старейший театр города именуется Рязанским государственным театром драмы и располагается на одноимённой площади. Помимо него, в городе находятся Рязанский областной театр юного зрителя (Театр на Соборной), Государственный кукольный театр, концертный зал им. С. Есенина, музыкальный театр и цирк.
Рязань на международных конкурсах представляют не только труппы государственных театров, но и малые студенческие и экспериментальные группы. Ежегодно город проводит несколько театральных фестивалей, крупнейшие из которых — «Рязанские смотрины», «На пороге юности», «Театральный синдром».

### Библиотеки
Старейшей и крупнейшей библиотекой города является государственная универсальная библиотека им. Горького — одна из ведущих библиотек страны, член ассоциации ЮНЕСКО. Фонд учреждения насчитывает более миллиона книжных экземпляров, которые дублируются в электронном формате. Запись и каталоги учреждения доступны через интернет.
В городе также работают центральная городская библиотека им. С. А. Есенина, детско-юношеская библиотека им. К. Г. Паустовского, научные библиотеки высших учебных заведений, специализированная библиотека для слепых и филиальная сеть в районах города. Еженедельно из города в область отправляется передвижная библиотека, позволяющая жителям малых сёл и деревень получать доступ к современным книжным изданиям.
Библиотеки Рязани проводят собственные акции, экскурсии и конференции, при учреждениях работают клубы и иностранные культурные центры. С 2010 года в городе также работает Президентская библиотека.

### Кинотеатры
Кинотеатральная жизнь Рязани, как и во всём мире, началась в начале XX века, когда город получил сразу два кинозала, располагавшихся в городском благородном собрании и гимназии № 2. Среди первых фильмов рязанского проката числилась легендарная кинолента «Прибытие поезда». В 1904 году на Праволыбедской улице был открыт первый «Электрический театр», затем — несколько «иллюзионов». Таким образом, уже на заре киноэпохи в Рязани действовало сразу несколько кинокомплексов. Одно из таких мест — знаменитый кинотеатр «Дарьялы», который часто любил посещать Сергей Есенин.
Сегодня город располагает десятком кинотеатров, большинство из которых относятся к классу мультиплексов, поддерживающих 3D-формат. В кинотеатре «Киномакс» построен IMAX-зал. Прокатные сети представлены компаниями «КиноЛюкс», «Кронверк-Синема», «5 звёзд», «Киномакс». Кроме них, также действуют многозальные кинотеатры «Малина» и «Октябрь». В городе также действует сеть киноаттракционов с полным погружением (так называемые 7D-кинотеатры). Кроме того, существует артхаусный кинотеатр и несколько городских киноклубов.
Рязань с начала 1990-х годов проводит собственный кинофестиваль «Окраина», осуществляющий показ авторских кинофильмов, а также документальных и исторических лент.

### Галереи и выставочные центры
Выставочная деятельность в городе осуществляется не только в стационарных галереях и выставочных центрах — во многих торговых и развлекательных комплексах открыты собственные культурно-выставочные точки. Ежемесячно новые выставки открываются более чем на десятке площадок. Крупнейшие из них: выставочный центр библиотеки им. Горького, картинная галерея «Виктор Иванов и земля Рязанская», галерея рязанского союза художников, галерея-клуб «42», галерея без вывески.
В городе с 1980-х годов работают художественные и фотокружки. В одном из подобных учебных центров, фотостудии «Мещёра», планируется открыть Рязанский дом фотографии — в память о фотографе-исследователе Е. Н. Каширине, заслуженном работнике культуры России и почётном гражданине города Рязани.

### Клубы
Клубная деятельность в её современном понимании начала открываться в Рязани в самом начале 1990-х годов. Один из исторических представителей — арт-клуб «Планетарий», представляющий свою сцену в основном группам тяжёлого и альтернативного направления. В 2016 году арт-клуб закрыли из-за финансовых проблем. Сегодня клубную и развлекательную жизнь города представляют множество заведений различного размера: от огромных клубов до небольших тематических квартир.
В Рязани работает целый ряд собственных танцевальных школ. Они дают возможность ежегодно, в течение вот уже 31 года подряд проводить всероссийский фестиваль современного танца «Чёрный кот», который собирает множество участников со всей России и ближнего зарубежья.
В городе также располагается штаб-квартира Межрегиональной Рязанской лиги Международного союза КВН.

## Образование
Первая светская цифирная школа, которая существует до сих пор, была открыта в городе в 1722 году. В настоящее время Рязань имеет множество вузов и колледжей, как гражданской, так и военной направленности. Многие из них являются интернациональными, с преподаванием части программы на иностранных языках. При некоторых вузах действуют университеты третьего возраста, университеты выходного дня и культурные центры зарубежных стран.

### Высшее образование

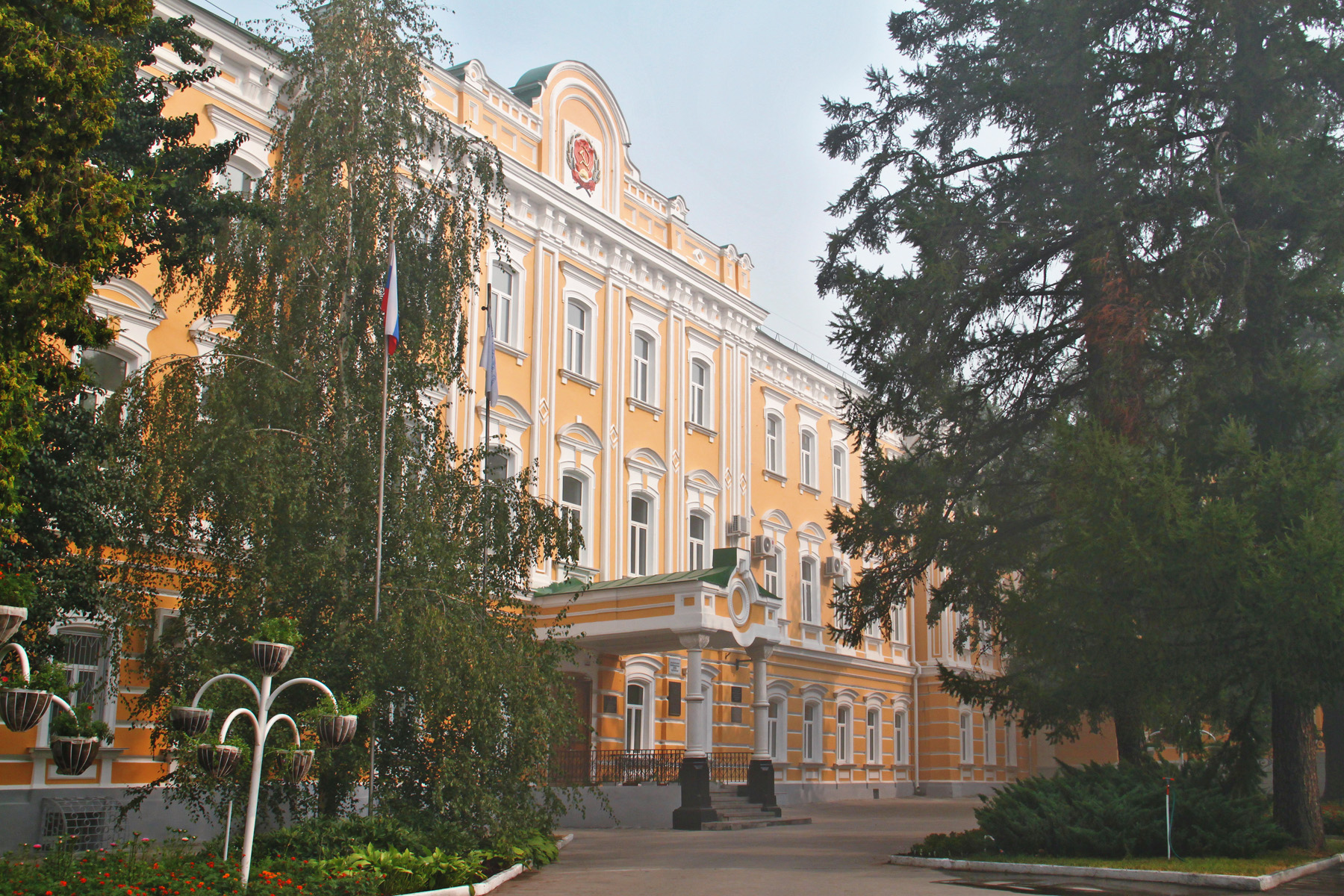
Главный корпус Рязанского государственного университета

Старейший вуз города — Рязанский государственный университет имени С. А. Есенина, был открыт в 1915 году как женский учительский институт, а в 1985 году получил имя С. А. Есенина. В 1949 году для подготовки специалистов в сельском хозяйстве учреждён агротехнологический университет им. П. А. Костычева. Для обеспечения кадрами рязанских радиоэлектронных заводов в 1951 году был открыт государственный радиотехнический университет, носящий сегодня имя академика В. Ф. Уткина. С 1950 года в городе работает один из крупнейших медицинских вузов страны — рязанский медицинский университет имени академика И. П. Павлова. Подготовка кадров для строительства и промышленности началась в 1956 году в рязанском политехническом институте.
Рязанское гвардейское воздушно-десантное командное училище — главная учебная база воздушно-десантных войск России обладает несколькими кампусами и тренировочными полигонами. Академия права и управления ФСИН России осуществляющее подготовку офицерских кадров для уголовно-исполнительной системы. В университете МВД готовятся полицейские кадры для города и области
Многие вузы имеют кафедры при городских и областных предприятиях, что позволяет студентам приобретать знания на практике. В частности, кафедры медицинского университета расположены практически во всех специализированных учреждениях здравоохранения Рязани.

### Среднее образование

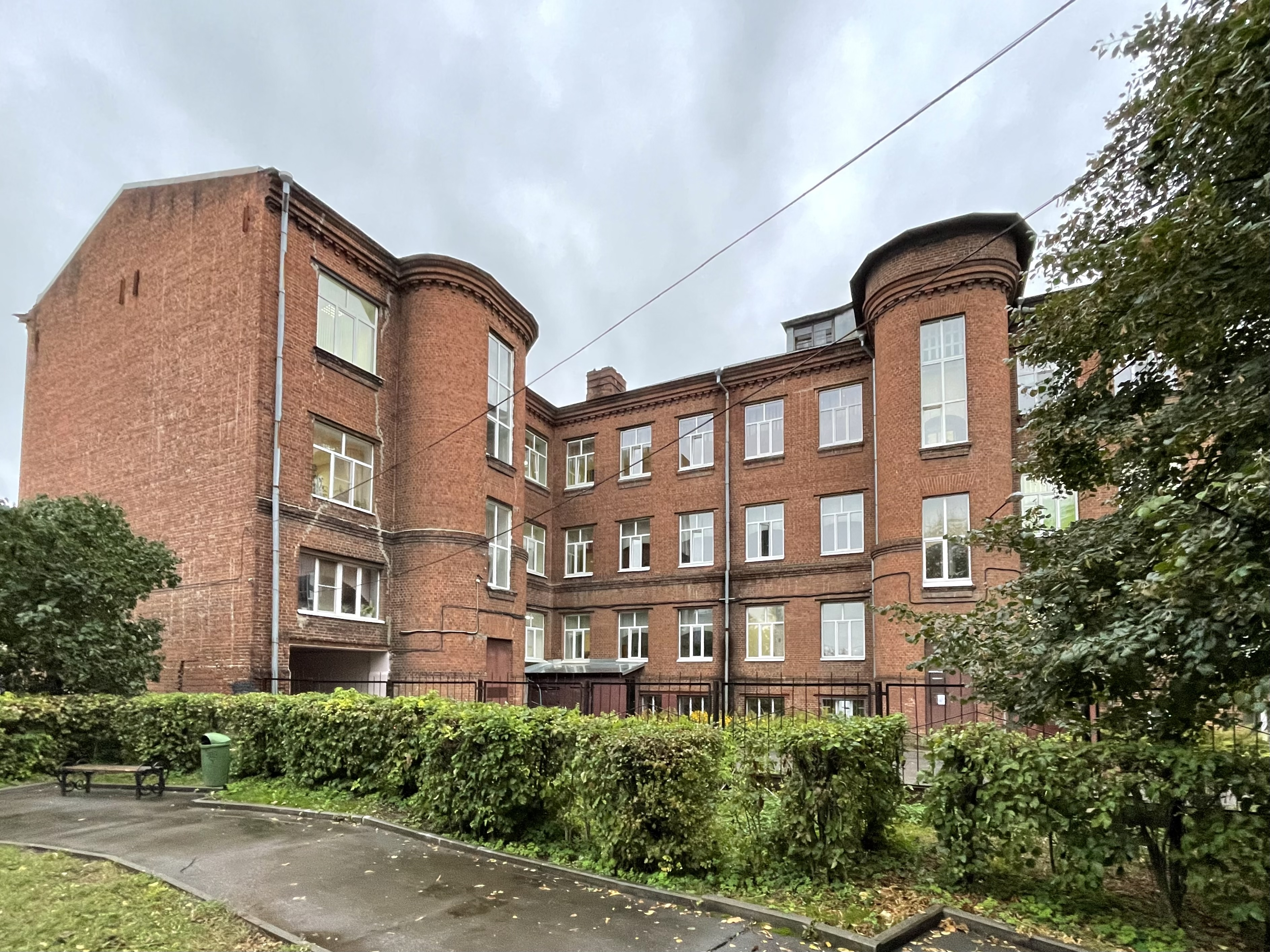
Школа № 1

Превращение Рязани в крупный промышленный центр привело к необходимости создания комплекса технических учебных заведений, которые смогли бы обеспечивать предприятия города квалифицированными кадрами. При строительстве крупнейших заводов для них предусматривалось строительство техникумов. Сегодня в городе действуют колледжи электроники и искусств, железнодорожный, художественный, медицинский, автотранспортный, музыкальный, педагогический, политехнический, строительный, станкостроительный, технологический колледжи.

### Школьное и дошкольное образование
В Рязани на январь 2023 год действуют 72 школы и 112 детских садов.
В центре города в зданиях офисных центров и на первой линии многоэтажных домов располагаются «микросады». Такой подход позволяет создавать дополнительные группы без строительства крупных комплексов, мест для которых в центральной части Рязани с каждым годом становится всё меньше.

## Наука
Научная сфера традиционно является одной из главных основополагающих сфер экономики города. Стратегические направления научной работы в Рязани — медицина, электроника и агропромышленный комплекс. По каждому их трёх направлений работают образовательные комплексы — объединения научно-исследовательских институтов, университетов, колледжей, техникумов и училищ, что позволяет подготовить весь необходимый спектр квалифицированных кадров.
Кроме того, Рязань является одним из научных центров оборонной промышленности. В городе сосредоточены конструкторские бюро, выполняющие государственный заказ для Министерства обороны России. Расположенные вблизи Рязани военные учебные центры и полигоны дают возможность увидеть практическое применение новым военным технологиям.

## Здравоохранение

Корпуса Рязанской областной клинической больницы

В Рязани действуют 32 муниципальных учреждения здравоохранения. Один из крупнейших в России медицинских вузов — Рязанский государственный медицинский университет имени академика И. П. Павлова — имеет кафедры и представительства во всех узкоспециализированных медицинских больницах и диспансерах города. Благодаря этому студенты университета получают возможность пройти предварительную квалификационную подготовку на практике, а пациенты медицинских учреждений — получают современное врачебное обслуживание благодаря научным достижениям университета.
Начиная с 2010 года в Рязанской области принята программа по строительству специально оборудованных площадок для санитарной авиации, прежде всего, медицинских вертолётов МЧС и центра медицины катастроф. Общее количество таких площадок в Рязанской области должно достигнуть 16. В Рязани они будут располагаться на крупнейших городских больничных комплексах, предельно сокращая таким образом доставку пациентов в критическом положении до высококвалифицированной помощи специалистов.
Для этой же цели на федеральных трассах строятся медпункты класса «А», позволяющие в кратчайший срок оказать медицинскую помощь попавшим в дорожно-транспортные происшествия, а при необходимости доставить пациентов воздушным путём в Рязань.
Вблизи города находится сеть санаториев и детских лагерей, проводящих лечебные оздоровительные процедуры для населения. Многие из них располагаются в курортном районе Солотча.
В 2011 году по проекту возведения высокотехнологичных медицинских центров, в рамках приоритетного национального проекта «Здоровье», введён в эксплуатацию областной клинический перинатальный центр. С 1 марта 2011 года по 1 декабря 2014 года в центре родилось 10 766 детей.
В 2020 году следственный комитет изучил жалобы рязанских медиков на невыплату коронавирусных надбавок.

## Физкультура и спорт

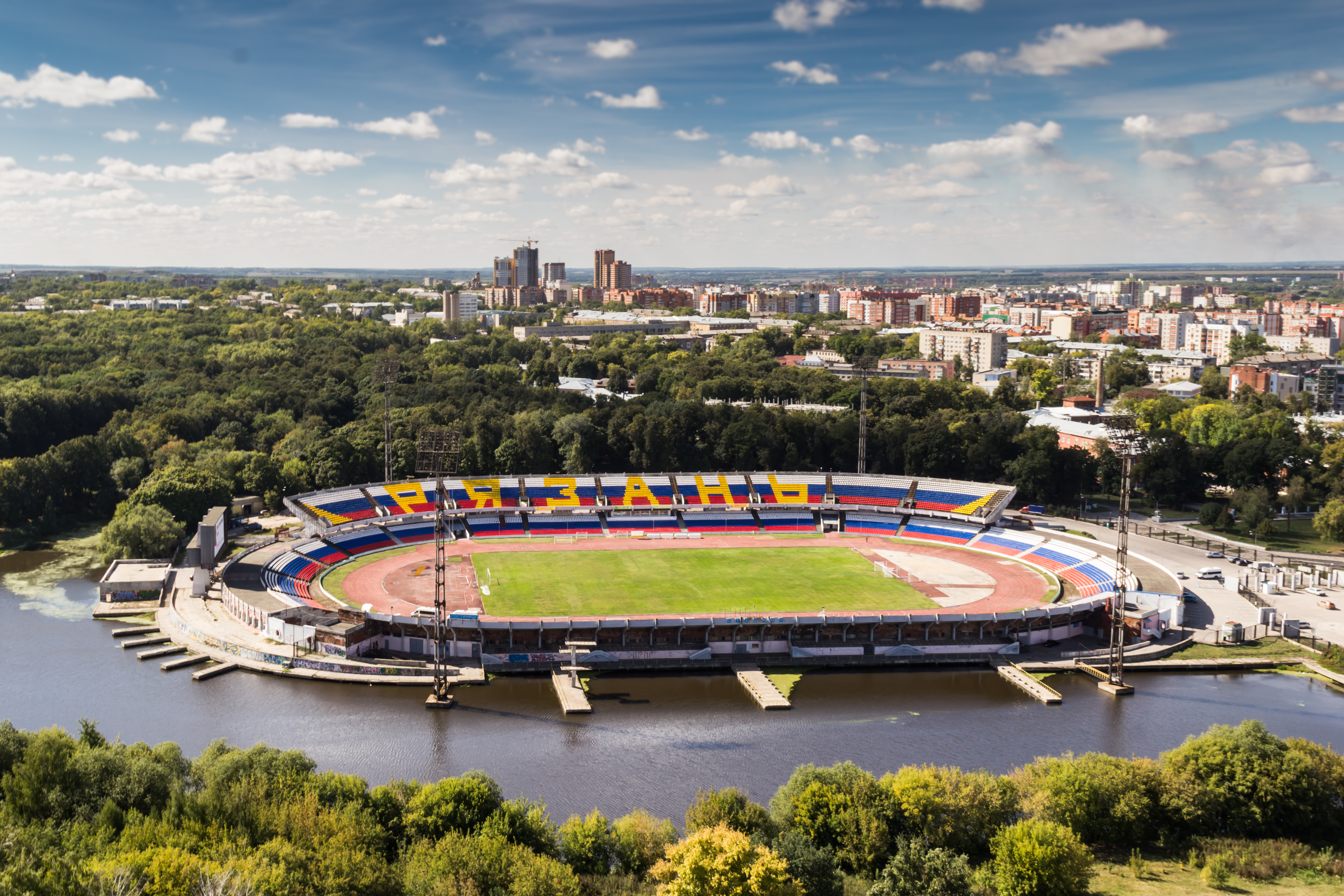
Центральный спортивный комплекс

В Рязани действует множество спортивных сооружений. Крупнейшие из них — Центральный спортивный комплекс, Ледовый дворец «Олимпийский», «Айсберг», стадионы «Олимпиец», «Локомотив», «Химик» и «Сокол», бассейны «Чайка», «Буревестник», «Спартак», «Аквамед», «Радиоволна», «Классика», спортивные комплексы «Юность», «Родной край», «Комета», «НИТИ Арена» и множество других сооружений. Рядом с городом располагаются несколько конных баз с ипподромами, картинговые, гоночные и горнолыжные треки. Осуществляется строительство стадиона для стрельбы из лука и арбалета, федерального центра художественной гимнастики, яхт-клуба. Город располагает несколькими крытыми аквапарками.
Начиная с 2010 года в Рязани принята программа по установке уличных тренажёров. Эти спортивные площадки нового поколения позволяют заниматься физической культурой бесплатно при поддержке профессиональных тренеров.
Рязань является центром для многих спортивных клубов. Среди них — футбольный клуб «Рязань», женский футбольный клуб «Рязань-ВДВ», мини-футбольный клуб «Элекс-Фаворит», баскетбольный, хоккейный и волейбольный клубы «Рязань»; спортивные федерации по карате, айкидо, самбо, стрельбе из лука и арбалета, фигурное катание на коньках.

## Городское хозяйство

### Связь
Телефония
Основная доля рынка местной телефонной связи принадлежит компании «Ростелеком», предоставляющей, помимо фиксированной телефонной связи, и услуги интернет-доступа. Другие компании — «МТС», «МТТ» и «Сотком» также, помимо телефонии, обеспечивают услугами доступа в интернет. Мобильная связь предоставляется всеми федеральными операторами: «МТС», «Билайн», «МегаФон» и «Tele2». С конца 2015 года также функционирует Yota.
Интернет
Доступ во всемирную сеть обеспечивают более десятка компаний. Среди них — «Ростелеком», «ЭР-Телеком», «Транстелеком», «МТС», «Yota» и другие.
Рязань была одним из первых городов, полностью покрытых технологией WiMAX, построенных на основе сотрудничества с концерном Siemens в 2004 году. На сегодняшний момент в городе также работает беспроводной доступ по технологиям CDMA, EVDO, UMTS (3G) и LTE (4G). Во множестве торговых центров, учебных заведений, на площадях и в салонах общественного транспорта функционируют бесплатные Wi-Fi хот-споты.

## Средства массовой информации

### Телевидение
Телевещание ведётся в городе с 1950-х годов. Рязань стала первым в Советском Союзе городом, принявшим сигнал Центрального телевидения из Москвы. Сегодня Рязанский телерадиопередающий центр обеспечивает уверенный приём основных телеканалов на всей территории города и области. Первой и главной рязанской телекомпанией остаётся государственная телерадиокомпания «Ока», конкуренцию которой в 1990-е годы составила телерадиокомпания «Эхо». С начала XXI века в городе начал вещание ряд новых компаний: «ТКР», телеканал «Город» и сеть кабельных каналов.
С 19 декабря 2013 года в Рязани началось эфирное вещание первого цифрового мультиплекса. 30 декабря запущен второй мультиплекс.
- Первый мультиплекс (Первый канал, Россия 1 / ГТРК ОКА, Матч ТВ, НТВ, Пятый канал, Россия К, Россия 24 / ГТРК ОКА, Карусель, ОТР / ТКР, ТВ Центр)
- Второй мультиплекс (РЕН ТВ, Спас, СТС, Домашний, ТВ-3, Пятница!, Звезда, Мир, ТНТ, Муз-ТВ)

### Пресса
Пресса в Рязани представлена рядом региональных и федеральных изданий. Крупнейшие из них: «Комсомольская правда. Рязань», «Аргументы и факты. Рязань», «Аргументы недели», «Новая газета», «Мещёрская сторона», «Московский комсомолец», «Молодёжная среда», «Вечерняя Рязань», «Областная Рязанская газета» (с 2012), «Рязанские ведомости», «Ярмарка», «Панорама города», «Pro Город», «Родной город» (2008—2012), «Приокская правда» , Телеграмм каналами «Типичная Рязань», «Вести. Дежурный по Рязани», «Каблуки Герцовской», «Ксения Владимировна. По делу- и точка.», "Молодежка- Другая Рязань ", «Новая Рязань- Рязань в курсе» и другие.

### Радиовещание
- 87,5 FM — Радио Монте-Карло
- 92,3 FM — Радио Комсомольская Правда
- 93,2 FM — ТКР FM
- 93,9 FM — Радио Гордость
- 95,7 FM — Радио Звезда
- 96,1 FM — Детское радио
- 96,5 FM — Радио Дача
- 96,9 FM — Юмор FM
- 97,3 FM — Европа Плюс
- 97,7 FM — Вести FM
- 98,1 FM — Радио Пи FM
- 99,1 FM — Радио Маяк
- 99,7 FM — Радио России / Радио Рязани
- 100,7 FM — Love Radio
- 101,5 FM — Дорожное радио
- 102,0 FM — Авторадио
- 102,5 FM — Радио Вера / Рязанское епархиальное радио
- 103,2 FM — Like FM
- 104,1 FM — Радио ENERGY / Радио Баланс
- 104,5 FM — Новое Радио
- 105,0 FM — Радио 7 на семи холмах
- 105,4 FM — Радио Ваня
- 105,9 FM — Радио Шансон
- 106,3 FM — Радио МИР
- 106,7 FM — Ретро FM
- 107,2 FM — Радио Рекорд
- 107,9 FM — Русское Радио

## Известные люди
В Рязани родились, в разное время жили и трудились многие известные люди.
Управленцы и политики
Наиболее знаменитый из рязанский князей — Олег Иванович Рязанский, при котором княжество достигло наивысшего расцвета. Считается, что именно его фигура располагается на гербе и флаге города. С 1858 по 1860 год в городе на должности вице-губернатора работает М. Е. Салтыков-Щедрин, его дом сохранился на улице Ленина неподалёку от Лыбедского бульвара. В 1908 году в Рязань приезжает революционер, основатель Совет рабочих депутатов города Рязани, будущий член ВСНХ СССР Семён Середа. Уроженец Рязани Григорий Петров организовавший в городе народную милицию — один из 26-Бакинских комиссаров. В 1895 году на улице Соборной открывает свой первый магазин основатель индустрии красоты — Максимилиан Факторович, после эмиграцию в США более известный как Макс Фактор.
23 года, с 1963 по 1986 городом управляла председатель горисполкома, Надежда Чумакова — пятикратный обладатель звания почётного гражданина Рязани, Рязанской области, Хьюстона, Далласа и Нового Орлеана. При её руководстве город увеличился более чем в 3 раза, было построено множество общественных учреждений и городских служб. В память о ней на Первомайском проспекте был установлен памятник, а также учреждена медаль и награда.
Деятели науки
В центре города в небольшой городской усадьбе родился первый российский нобелевский лауреат, физиолог Иван Павлов. В доме на улице Затинной писал свои труды по освоению космического пространства Константин Циолковский. В селе Дубровичи под Рязанью родился крупный археолог, профессор МГУ Василий Городцов, под руководством которого прошли первые масштабные раскопки на территории Старой Рязани. Даниил Кашкаров — один из основателей отечественной школы экологов, Андрей Марков — основатель современной теории вероятности также уроженцы Рязани.
Артисты и деятели искусств
В селе Константиново, неподалёку от города родился наиболее яркий представитель Серебряного века русской литературы Сергей Есенин — творчество которого было неразрывно связано с рязанским краем.
В семье бедного чиновника-дворянина появился на свет поэт Яков Полонский, дом поэтесс сёстер Хвощинских располагался на улице Семинарской, неподалёку от Кремля. На территории старого центра города жили художники Валентин Архипов и Николай Ефимов. В Солотче сохранился и превращён в музей дом художника Ивана Пожалостина. Здесь же долгие годы отдыхали и работали советские писатели Константин Паустовский, воспевший мещёрские леса в своих произведениях и Аркадий Гайдар — писавший здесь рассказы и повести для детей. В 1926 году в Рязань переехала семья Геогрия Вагнера — искусствоведа и археолога, исследователя древних городов России.
В городе в разное время жили и работали несколько поколений певческой династии Пироговых. В 1962 году в Рязань прибыл из ссылки и проработал 12 лет учителем физики и астрономии Александр Солженицын. Здесь, в доме на улице Урицкого он писал свои произведения.
В Рязани родились советские и российские актёры театры и кино Николай Веков, Эраст Гарин, Александр Фатюшин. На улицах города провёл своё детство мастер советской электронной музыки Эдуард Артемьев и актриса Ирина Розанова, а неподалёку, на территории Рыбновского района — Николай Дроздов.
Почётные граждане
Высшая степень признания заслуг перед городом — звания Почётного гражданина удостоены 57 человек. Среди них — общественные деятели, врачи и учителя, инженеры-конструкторы и преподаватели, труженики тыла и артисты, учёные и художники, строители, писатели, спортсмены и космонавты.

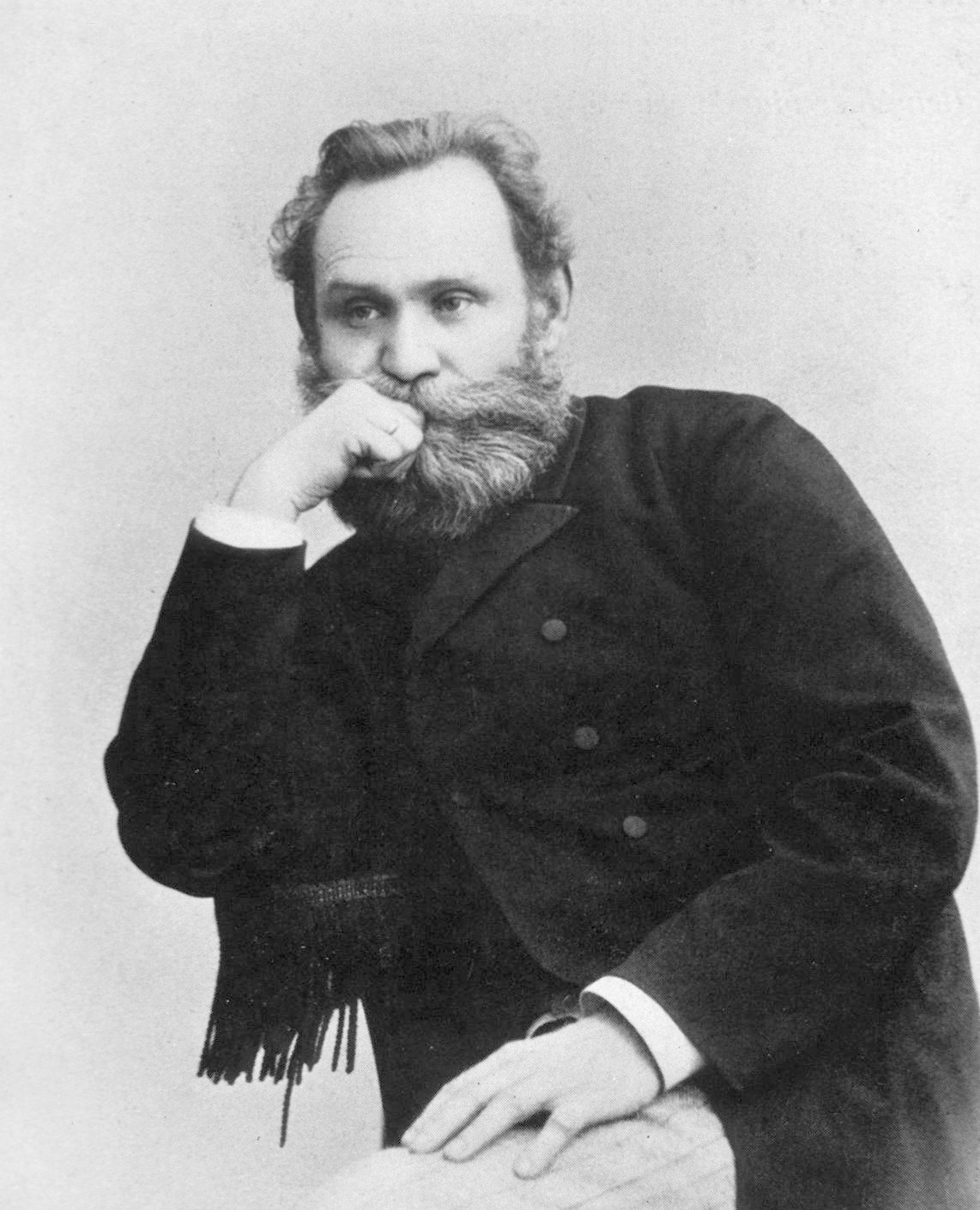
Первый русский нобелевский лауреат Иван Павлов
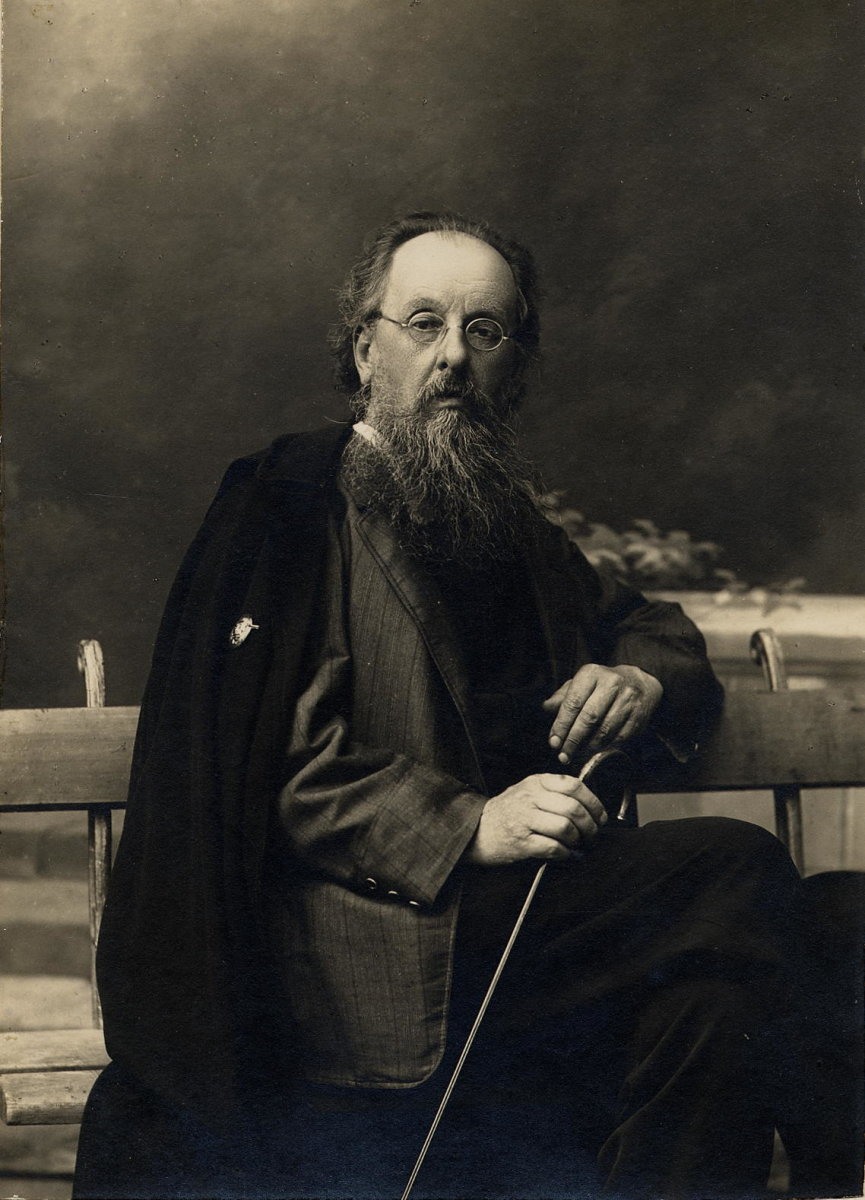
Основоположник космонавтики Константин Циолковский
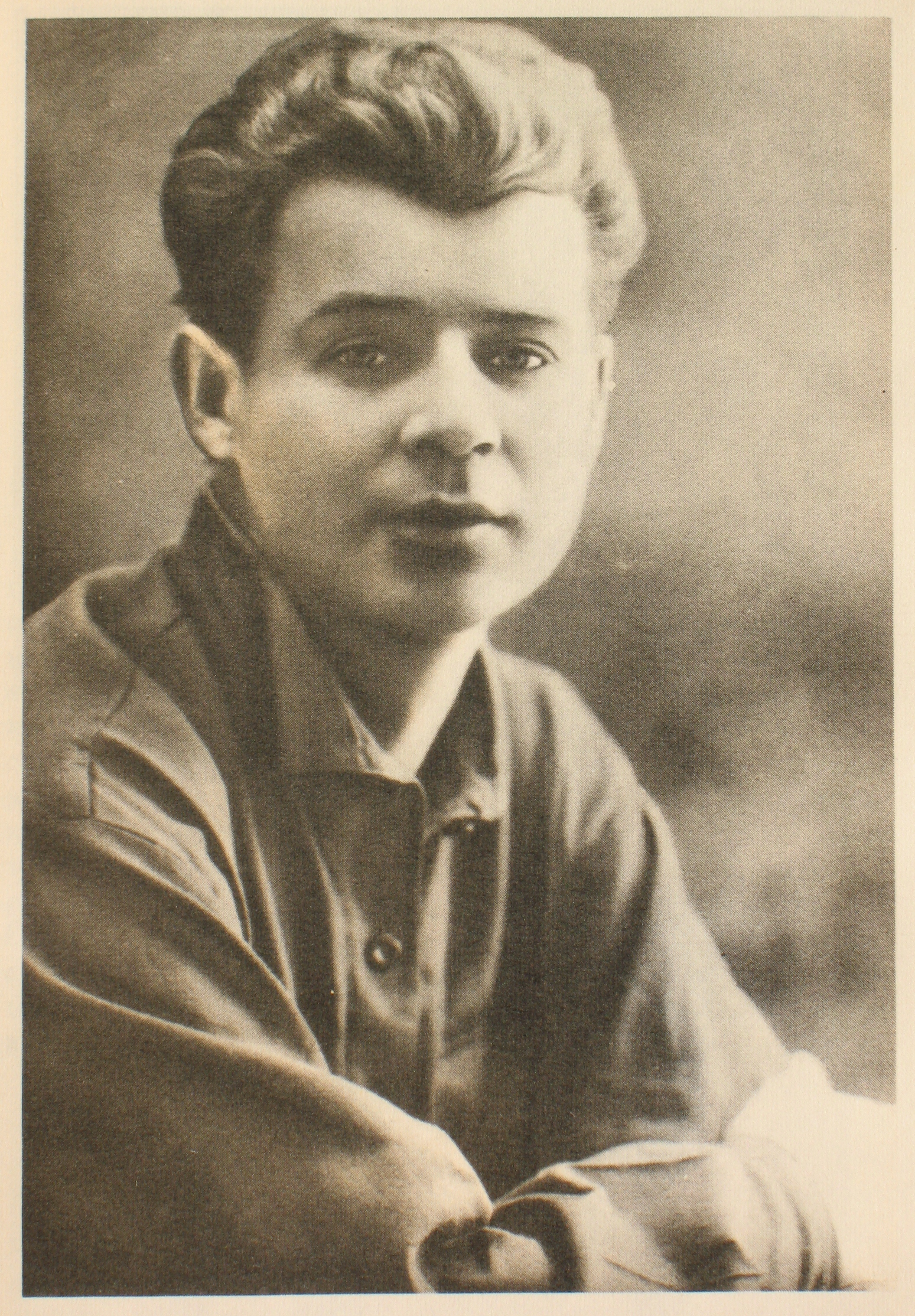
Поэт Серебряного века русской литературы Сергей Есенин
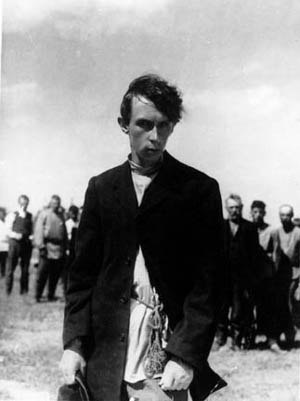
Народный артист Эраст Гарин
Надежда Чумакова, пятикратный обладатель звания Почётный гражданин России и США

## Внешние связи
Города-побратимы
Первые города, с которым Рязань установила братские отношения были Чехословатская Братислава и украинские Черновцы. Память об этом сохранилась в названиях улиц.
В 1964 году подписано соглашение с болгарским Ловечем — в честь него в Рязани названа гостиница на площади Димитрова, которая получила название в честь одного из болгарских коммунистов. В 1989 году Рязань породнилась с германским Мюнстером, который в 1990-е годы оказывал значительную поддержку горожанам и рязанскому муниципалитету. На средства Мюнстера были открыты социальные столовые, центр поддержки бездомных людей, рассылались посылки с гуманитарной помощью. Мюнстерскую улицу можно найти в самом центре Рязани. В 1997 году подписано соглашение с французским Брессюиром — в честь города назван один из мостов. В 1998 году братским стал китайский Сюйчжоу, в 2006 году — итальянская Алессандрия, в 2008 году — польский Острув-Мазовецка, в 2008 году — абхазский Новый Афон, в 2014 году — белорусский Брест, имя которого носит одна из улиц в Московском районе.
В память о братских отношениях в центре Почтовой улицы Рязани установлен памятный знак, с указанием направления на все родственные города.
- Ловеч, Болгария, с 1964
- Мюнстер, Германия, с 1989
- Брессюир, Франция, с 1997
- Сюйчжоу, Китай, с 1998
- Алессандрия, Италия, с 2006
- Острув-Мазовецка, Польша, с 2008 по 2022[169].
- Новый Афон, Абхазия, с 2008[170]
- Брест, Беларусь, с 2014[171]

Партнёрские отношения
Программа партнёрских связей Рязани реализуется с начала 2000-х годов.
- Крушевац, Сербия с 2000
- Омиш, Хорватия
- Ереван, Армения, с 2015
- Генуя, Италия, с 2016
- Калуга, Россия, с 2019[172]